# Gemäldegalerie (Berlin)
Pour les articles homonymes, voir Gemäldegalerie.
La Gemäldegalerie ou Galerie de peintures (Pinacothèque) est l'un des musées d'État de Berlin, situés dans le complexe muséal du Kulturforum ouvert en 1998. C'est l'un des plus importants musées au monde de peinture européenne du XIIIe au XVIIIe siècle, aussi bien par la taille que par la qualité des collections, qui comprennent des chefs-d'œuvre d'artistes comme Giotto, Sandro Botticelli, Albrecht Dürer, Lucas Cranach, Raphaël, Giambattista Pittoni, Le Titien, Le Caravage, Pierre Paul Rubens, Rembrandt ou Vermeer. Elle compte plus de 3 000 peintures, dont 1 200 sont exposées dans 53 salles.

## Historique

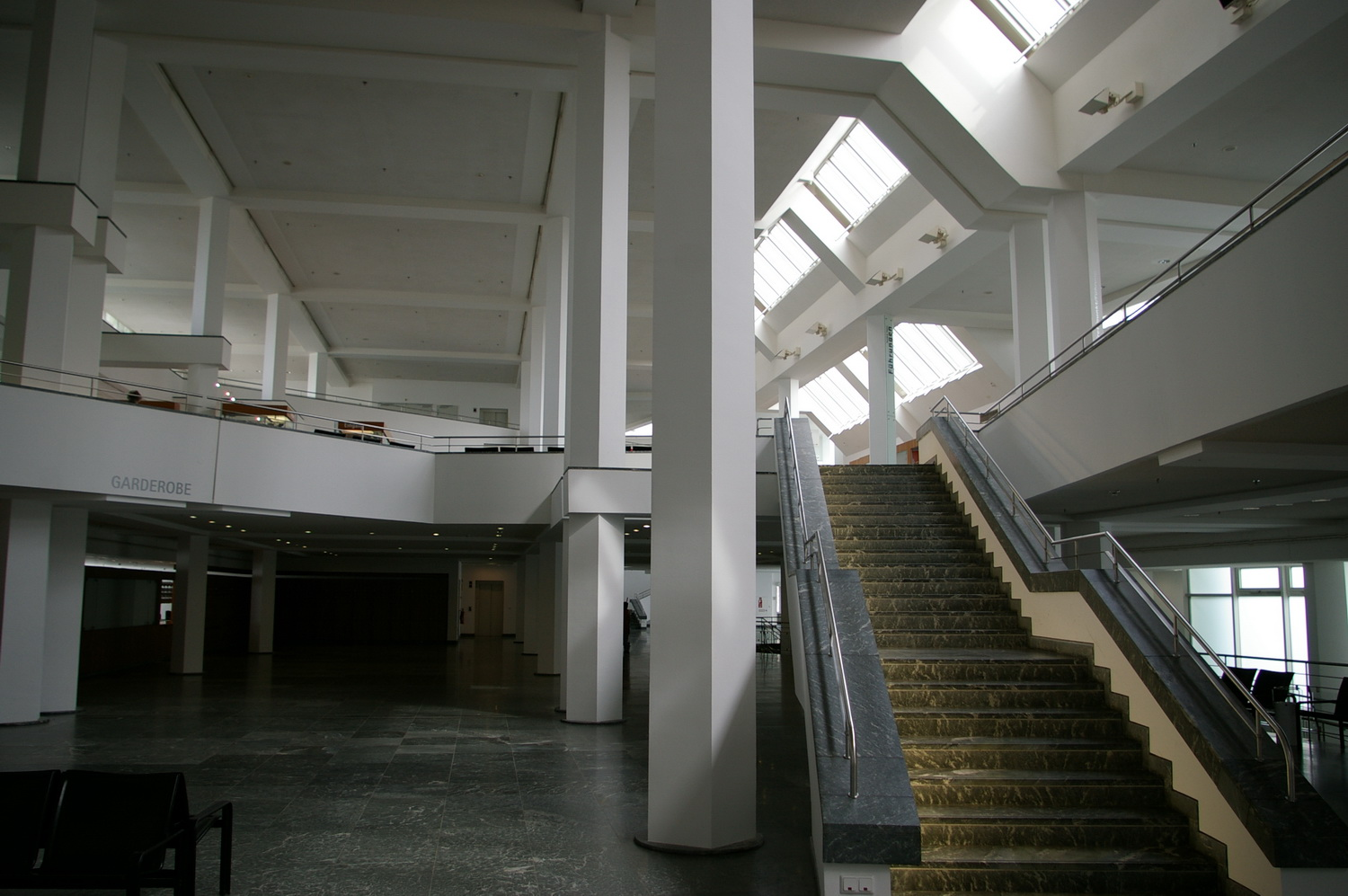
L'entrée du musée.

La Galerie a ouvert ses portes en 1830, dans l'Altes Museum, conçu par Karl Friedrich Schinkel de manière que le visiteur puisse y trouver, dans le strict respect de l'histoire de l'art, des chefs-d'œuvre exceptionnels, mais aussi un agencement donnant une vue complète et instructive des tableaux exposés.
Si la Galerie a d'emblée occupé une place importante, elle le doit principalement au soutien du roi Frédéric-Guillaume III de Prusse, qui acheta en 1815, à Paris, un ensemble de 157 peintures de l'ancienne collection Giustiniani et amena ainsi à Berlin des œuvres majeures du début de l'époque baroque italienne. C'est ensuite en 1821 que furent achetés les 3 000 tableaux de la collection Edward Solly (en). Edward Solly avait une préférence marquée pour la peinture italienne, dont il a collectionné non seulement des œuvres classiques, mais aussi d'époques antérieures. Les achats ne furent pas exposés dans leur ensemble dans le musée, mais firent l'objet d'une sélection très critique de la part de la commission chargée de l'aménagement du musée, qui était dirigée par Gustav Friedrich Waagen. Les acquisitions individuelles ultérieures et les tableaux choisis dans le patrimoine royal, avaient eux aussi pour but de donner une vue d'ensemble de l'histoire de l'art. Au moment de son inauguration, la collection de la Galerie comptait 1 198 tableaux, dont seulement un peu plus du quart provenaient du patrimoine royal.
Gustav Friedrich Waagen fut le premier conservateur de la Galerie. Durant les années où il occupa ce poste, il fit d'importantes acquisitions malgré un budget modeste. À l'initiative de Wilhelm von Bode (1845-1929), qui entra au service du musée en 1872, toutes les collections furent continuellement enrichies, et la Galerie acquit une renommée mondiale. À l'instar de Gustav Friedrich Waagen, Wilhelm von Bode était non seulement un historien d'art émérite, mais aussi un excellent organisateur, qui sut, avec beaucoup d'énergie et de discernement, exploiter la nouvelle donne dans le domaine de la politique culturelle.
À la suite de l'avènement du Reich et de l'élévation de Berlin au rang de capitale, le musée reçut pour mission de servir de vitrine à cette nouvelle puissance. L'argent afflua. Par ses acquisitions, Bode assura la renommée de la Galerie, et c'est à lui qu'en revient le mérite. Il a non seulement enrichi la collection existante, mais a aussi mis en valeur de nouveaux domaines et développé les points forts, notamment les fonds de tableaux de Rubens et de Rembrandt.
Le développement très rapide de la Galerie rendit nécessaire la construction d'un nouveau bâtiment de plus grandes dimensions. En 1904, le Kaiser-Friedrich Museum imaginé par Ernst Eberhard von Ihne ouvrit ses portes à la pointe nord de l'île aux musées. Le déménagement dans ce bâtiment, suivi en 1930 par celui du Deutsches Museum précédemment logé dans l'aile nord du Musée de Pergame, marque le début de la période la plus faste que la Galerie ait connue jusqu'alors. Avec sa collection de 3 600 tableaux, celle-ci avait atteint un incroyable degré de complétude. Ce magnifique parcours fut temporairement interrompu par la Première Guerre mondiale et, de manière plus durable, par la Seconde. En 1945, la collection, qui avait été préalablement évacuée, fut dispersée et subit d'importantes pertes. La scission politique du pays et de la ville en 1948 aboutit finalement à son partage entre l'est et l'ouest, partage qui devait durer un demi-siècle.

## Présentation
Les œuvres provenant du musée de Dahlem, où elles avaient trouvé asile, et du Kaiser Friedrich-Museum - rebaptisé Bodemuseum en 1956 -, sont réunies depuis 1998 dans le nouveau bâtiment : elles représentent différentes parties d'une collection qui s'était enrichie de manière cohérente et a désormais retrouvé son caractère spécifique. Conçue d'après les plans de Heinz Hilmer et Christoph Sattler, l'architecture du bâtiment souligne l'importance de la collection. Mais sa conception répond aussi aux attentes des visiteurs, qui trouveront dans le vaste hall central divisé par deux rangées de piliers des espaces de rencontre et de détente. Les voûtes lisses sont surmontées de coupoles en verre au travers desquelles la lumière du jour pénètre directement, si bien que l'atmosphère est marquée par les variations naturelles de la luminosité. Ce hall a été conçu comme un espace voué à la contemplation. C'est cette approche qui a inspiré l'œuvre de l'artiste conceptuel Walter de Maria, installée au centre du hall - des colonnes d'acier de forme polygonale plantées en rangées de cinq, sept et neuf piliers dans un bassin affleurant au ras du sol. Les deux rangées de salles d'exposition aménagées en fer à cheval autour du hall, avec les petites salles à l'extérieur et les grandes à l'intérieur, sont également baignées par la lumière du jour, qui entre par de grandes ouvertures au plafond. Mais la lumière est filtrée et se répartit uniformément. Le sol en chêne et les murs tendus d'un velours absorbant la lumière évitent tout reflet gênant. Dans cet environnement particulier, on a l'impression que seuls les tableaux sont mis en relief par la lumière ; grâce à cette dernière, les coloris dégagent toute leur intensité. La disposition des salles d'exposition, des deux côtés et à une extrémité du hall, permet de répartir les tableaux de manière aussi bien topographique que chronologique, en faisant la distinction entre écoles du sud et du nord des Alpes, la partie transversale reliant les deux côtés étant consacrée aux peintures néerlandaises, allemandes, françaises et anglaises des XVIIe et XVIIIe siècles.
Du point de vue de l'histoire de l'art, l'ordonnance rigoureuse des tableaux initiée par Gustav Friedrich Waagen à l'Altes Museum et reprise par Wilhelm von Bode au Kaiser Friedrich-Museum a été conservée. Afin de mettre pleinement en valeur les différentes œuvres d'art, l'idée d'une présentation sur plusieurs niveaux, pour obtenir un effet d'ensemble, a été abandonnée. Les tableaux sont tout simplement accrochés les uns à côté des autres et se suivent parfois de manière asymétrique pour mettre en valeur certaines œuvres. Cette organisation particulièrement sobre n'éveille pourtant aucun sentiment de monotonie, tant les salles qui se suivent offrent des proportions et des perspectives différentes. Une trop grande densité de tableaux pouvait nuire à ce rythme subtil.
Une sélection très stricte était donc nécessaire et seuls 1 150 tableaux ont trouvé place dans la galerie principale. Même avant, il n'était pas possible d'exposer plus de peintures, si l'on additionne les 400 tableaux qui s'amassaient à l'étage supérieur du Bodemuseum et les 700 œuvres du musée de Dahlem, totalement surchargés. La Gemäldegalerie dispose maintenant du plus grand bâtiment de toute son histoire. Une dimension néanmoins insuffisante pour exposer la collection dans son ensemble, car elle compte un peu plus de 3 000 tableaux depuis que les deux fonds ont été réunis.

## Œuvres exposées

### La Renaissance dans les pays d'Europe du Nord

#### France, Flandre et Pays-Bas
- Van Eyck :
  - La Vierge dans une église
  - Portrait de Giovanni Arnolfini
  - Portrait de Baudoin de Lannoy
  - L'Homme aux œillets
  - Christ en croix
- Van der Weyden :
  - Portrait d'une femme
  - Retable de Miraflores
  - Retable Bladelin
  - Retable de saint Jean-Baptiste
- Petrus Christus :
  - Portrait d'une jeune fille
  - L'Annonciation et la Nativité
  - Le Jugement Dernier
- Robert Campin :
  - Portrait d'un homme gros
- Hugo van der Goes :
  - L'Adoration des Bergers
- Jérôme Bosch :
  - Saint Jean l'Évangéliste à Patmos
- Pierre Brueghel l'Ancien :
  - Les Proverbes flamands
  - Deux singes
- Jean Fouquet :
  - Étienne Chevalier présenté par Saint Étienne (Diptyque de Melun)
- Albert van Ouwater :
  - La Résurrection de Lazare

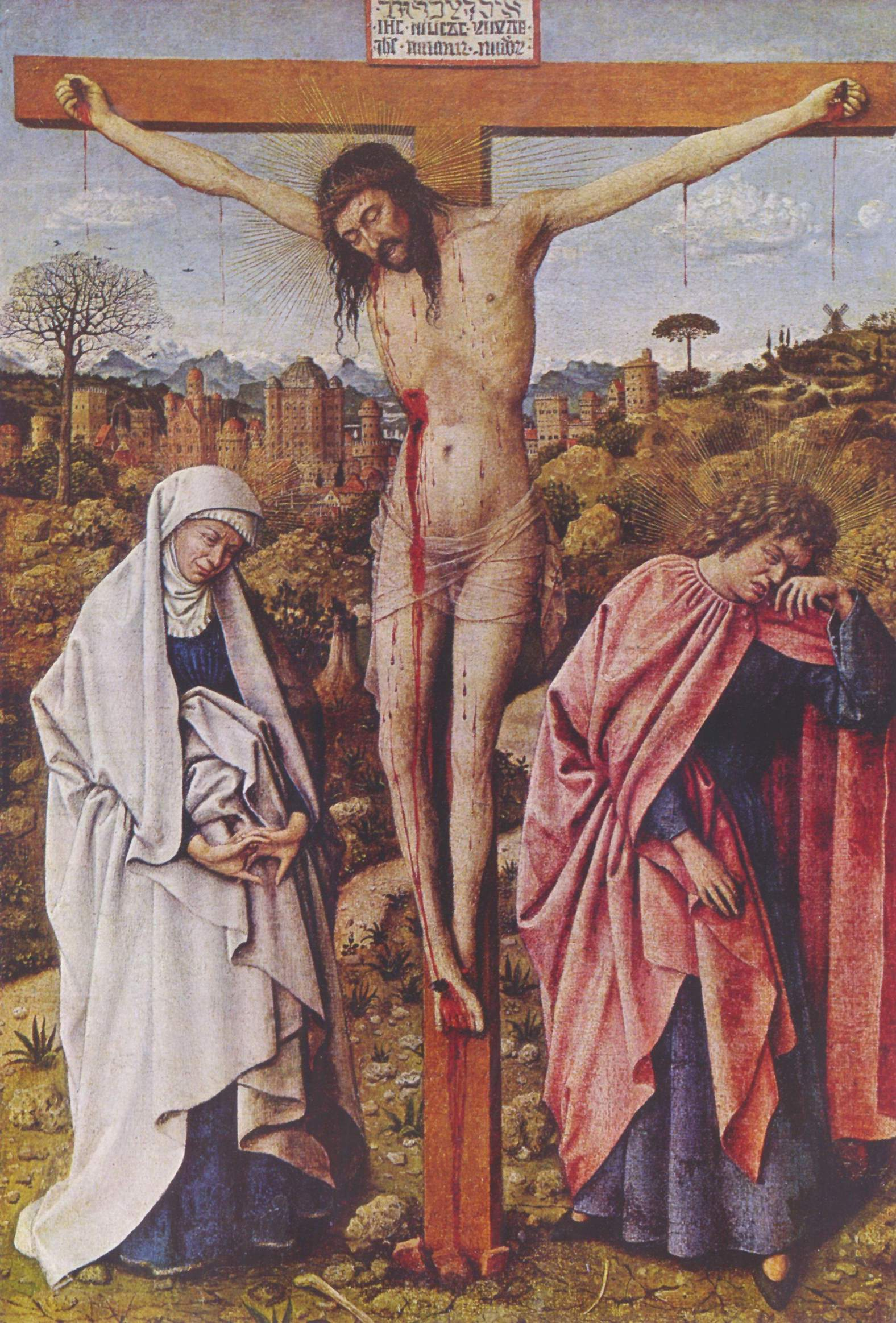
Jan van Eyck (vers 1390-1441), Christ en croix.
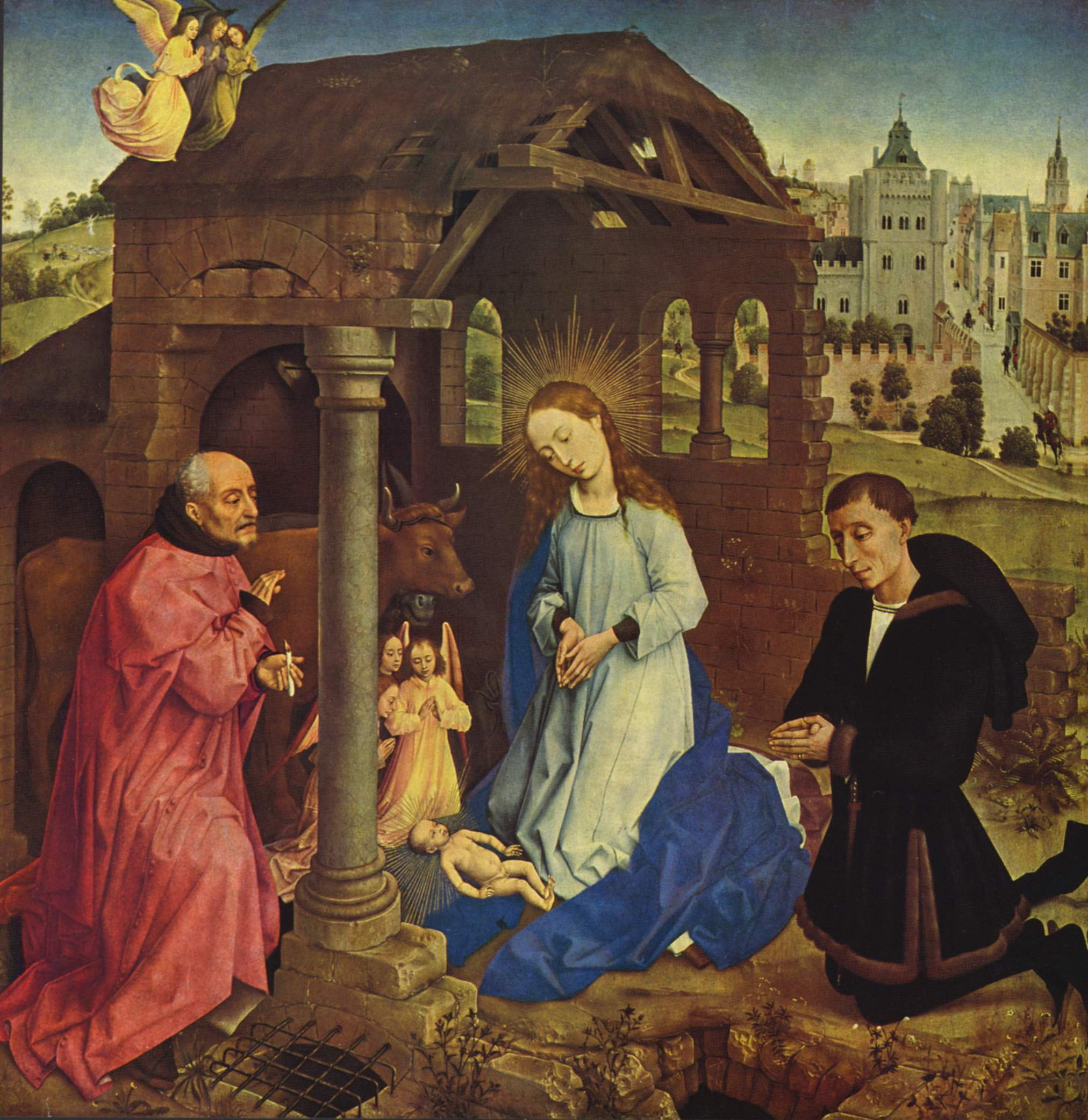
Rogier van der Weyden (vers 1400-1464), La Nativité du Christ.
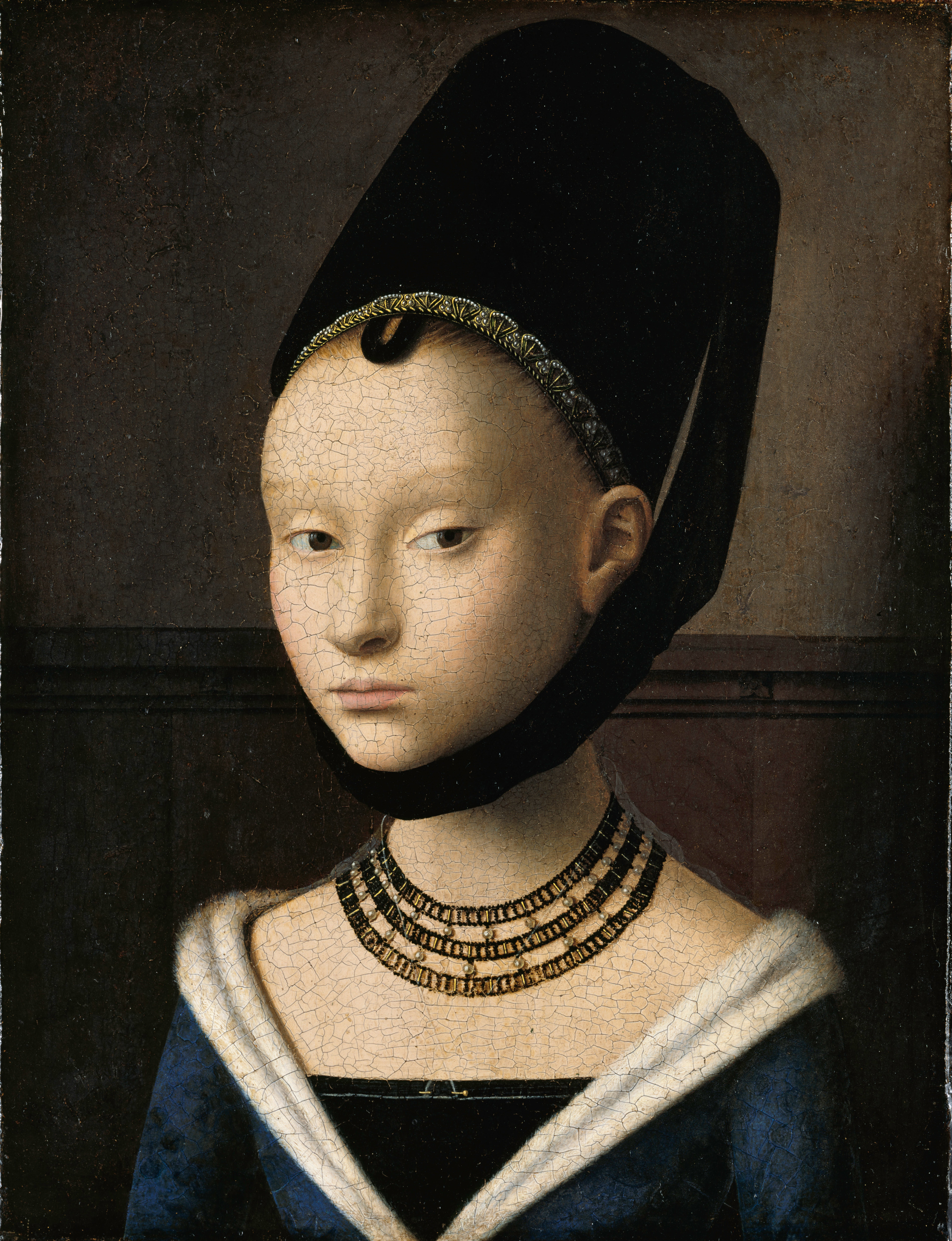
Petrus Christus : Portrait d'une jeune fille.
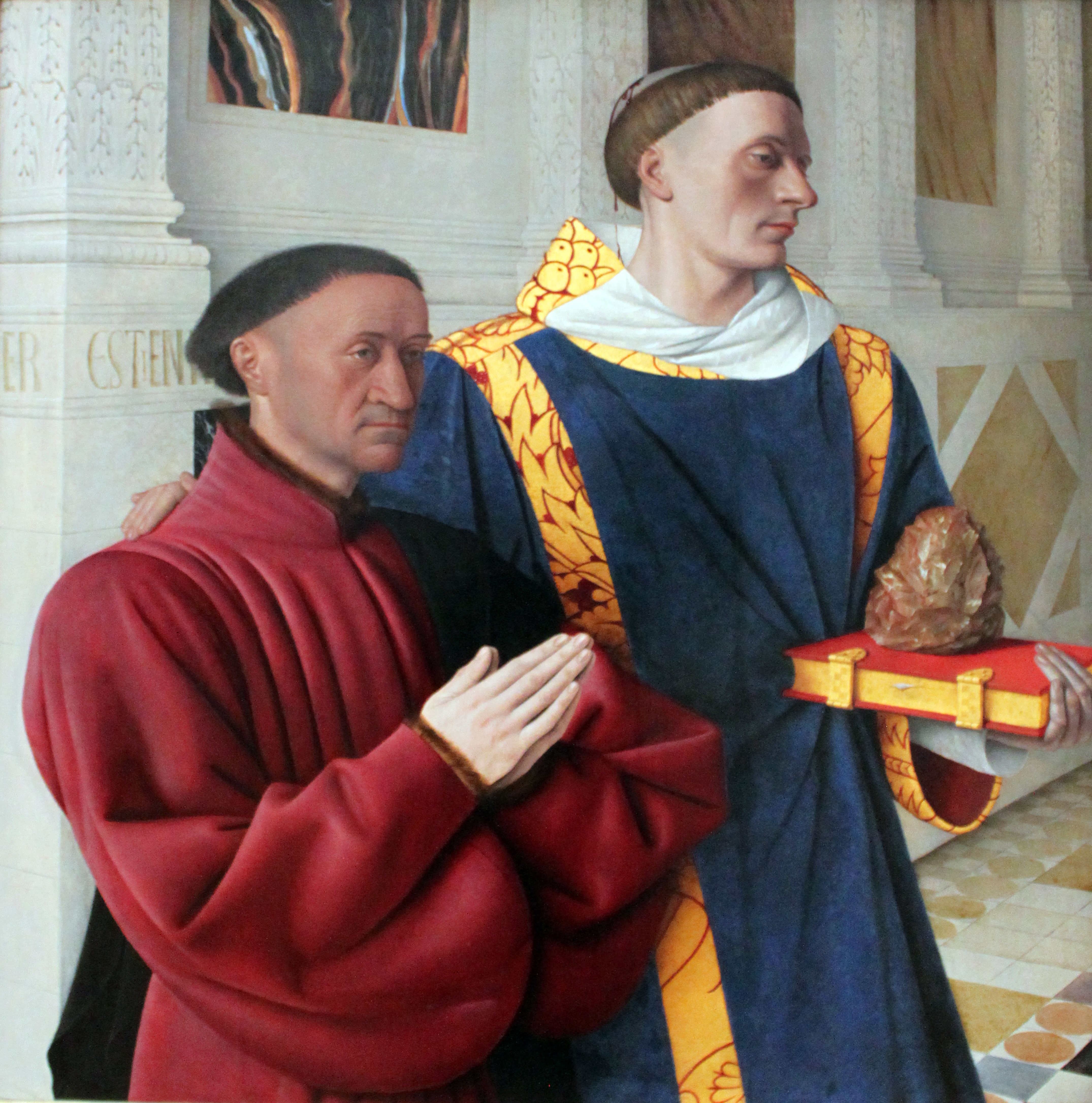
Jean Fouquet : Étienne Chevalier présenté par Saint Étienne.
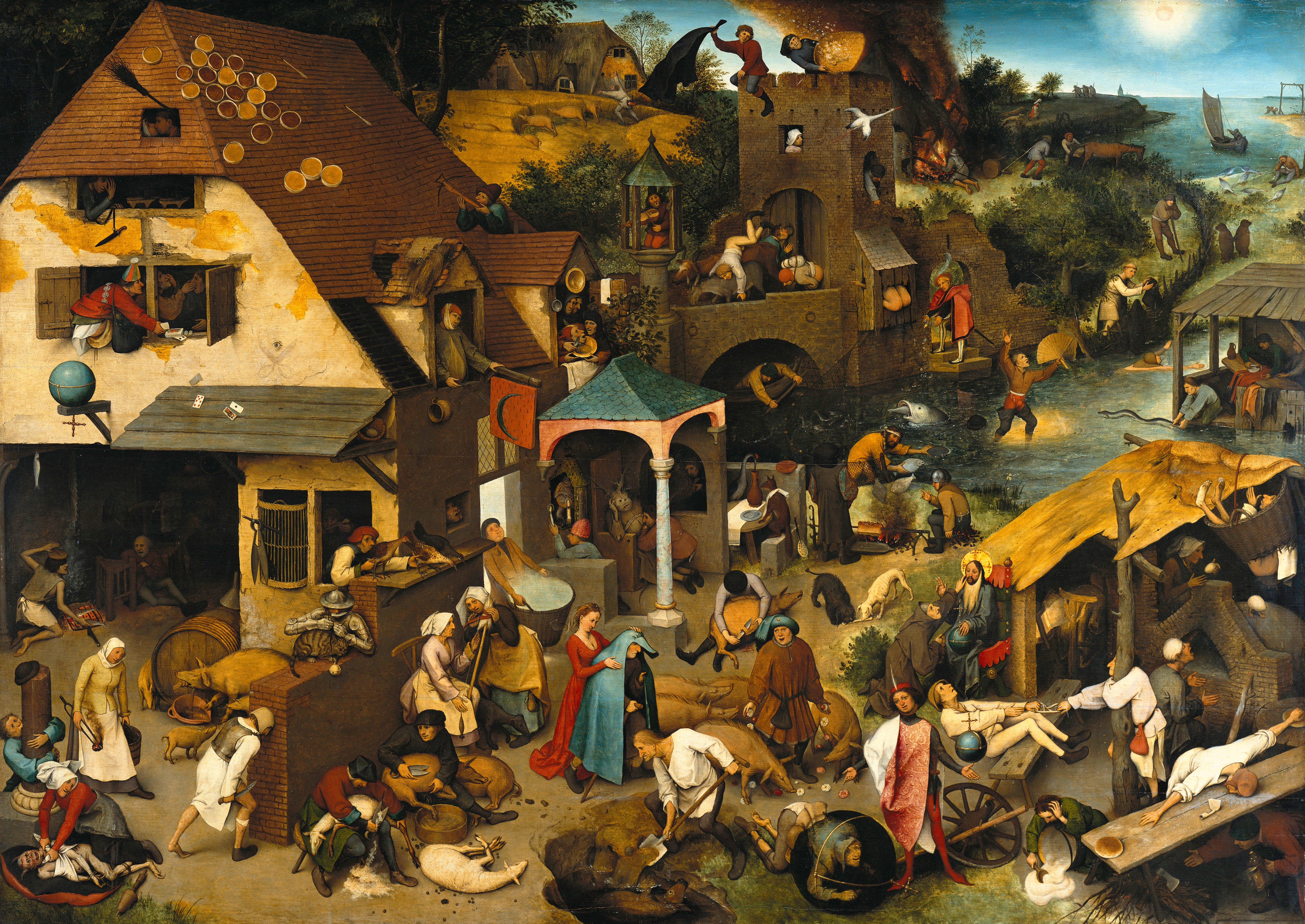
Pierre Brueghel l'Ancien : Les Proverbes flamands.
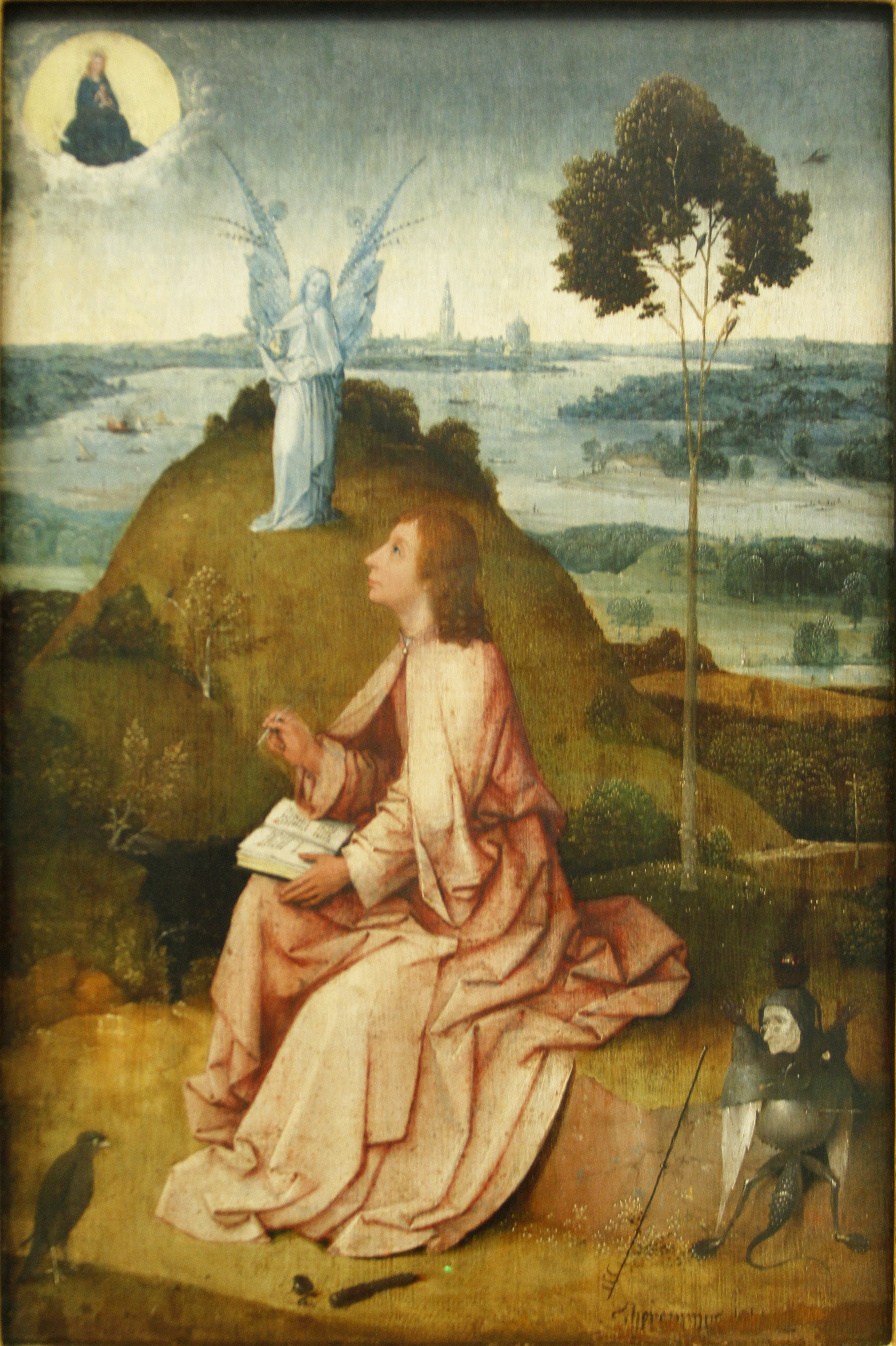
Saint Jean l'Évangéliste à Patmos (Bosch).
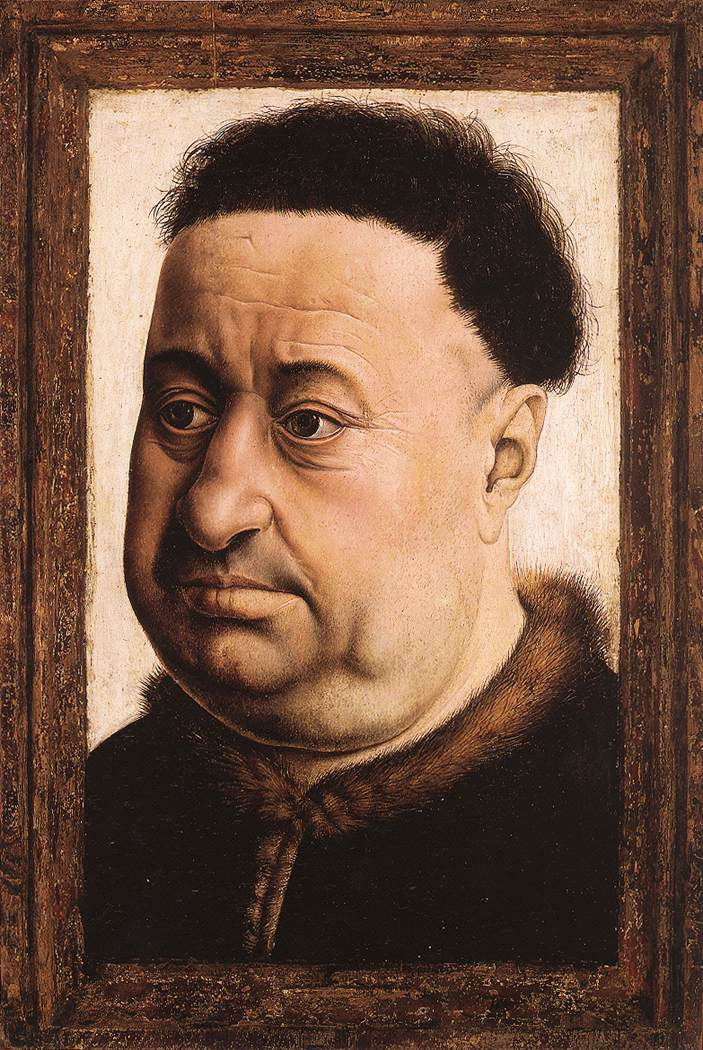
Robert Campin : Portrait d'un homme gros.
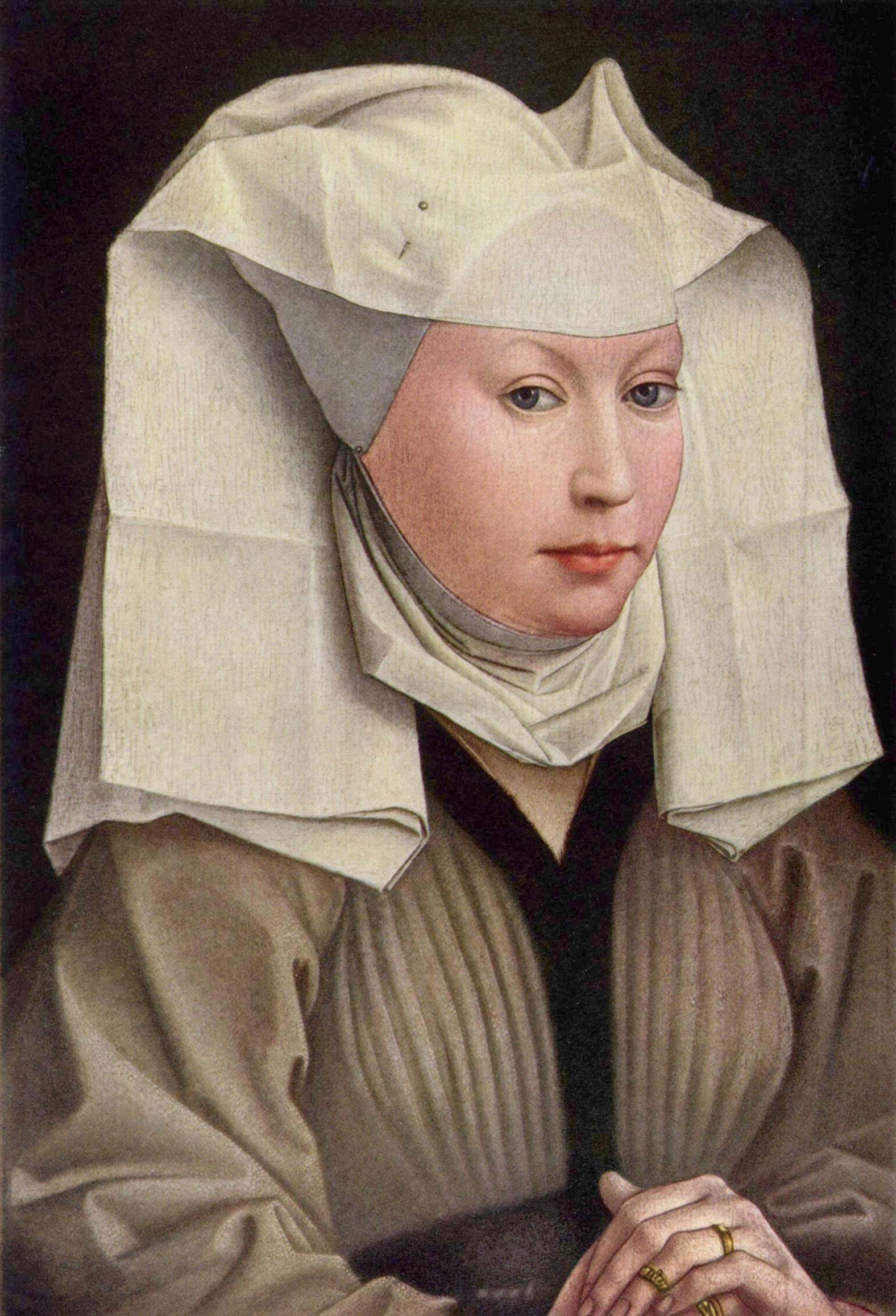
Roger van der Weyden : Portrait d'une femme.
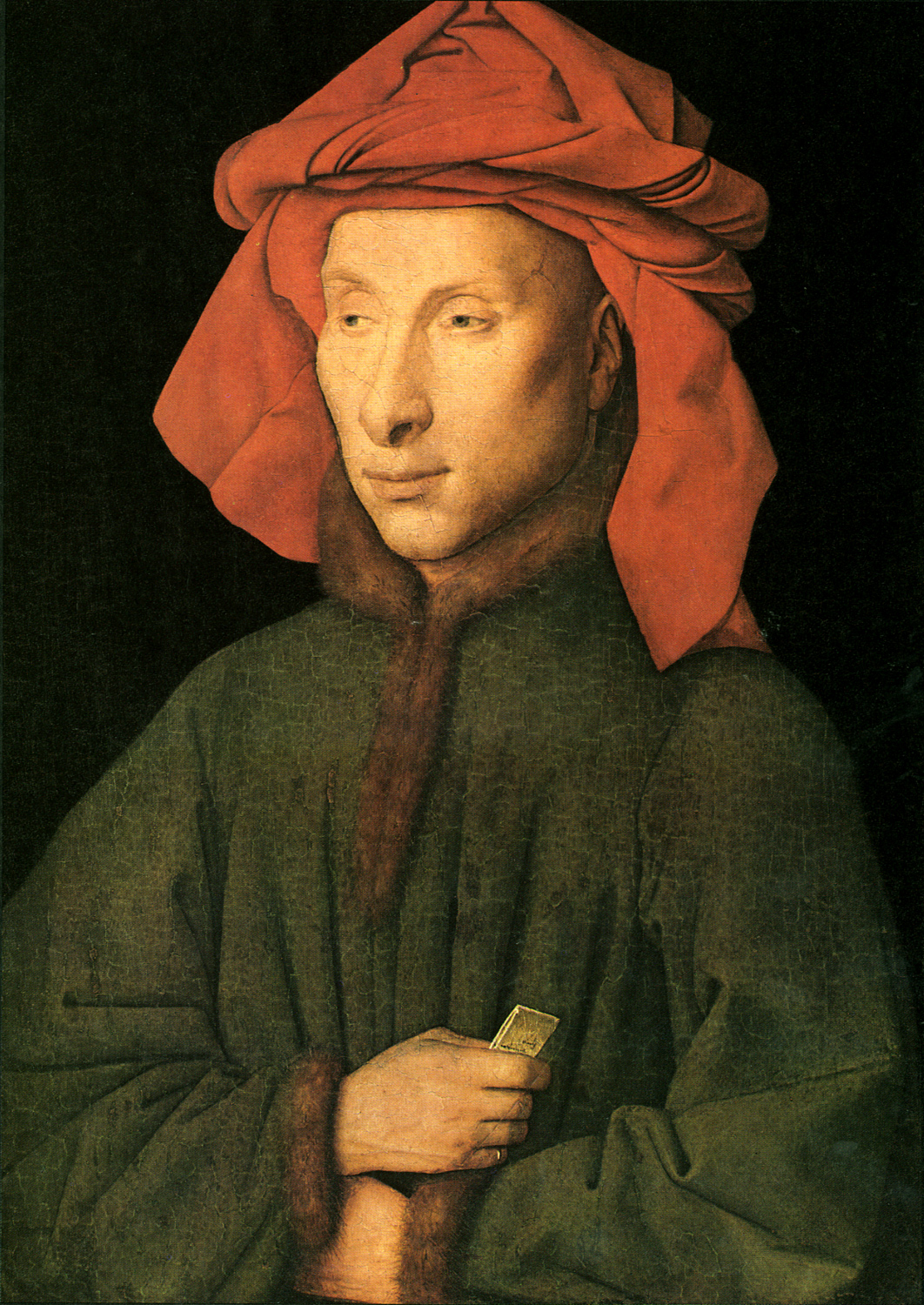
Jan van Eyck : Portrait de Giovanni Arnolfini.
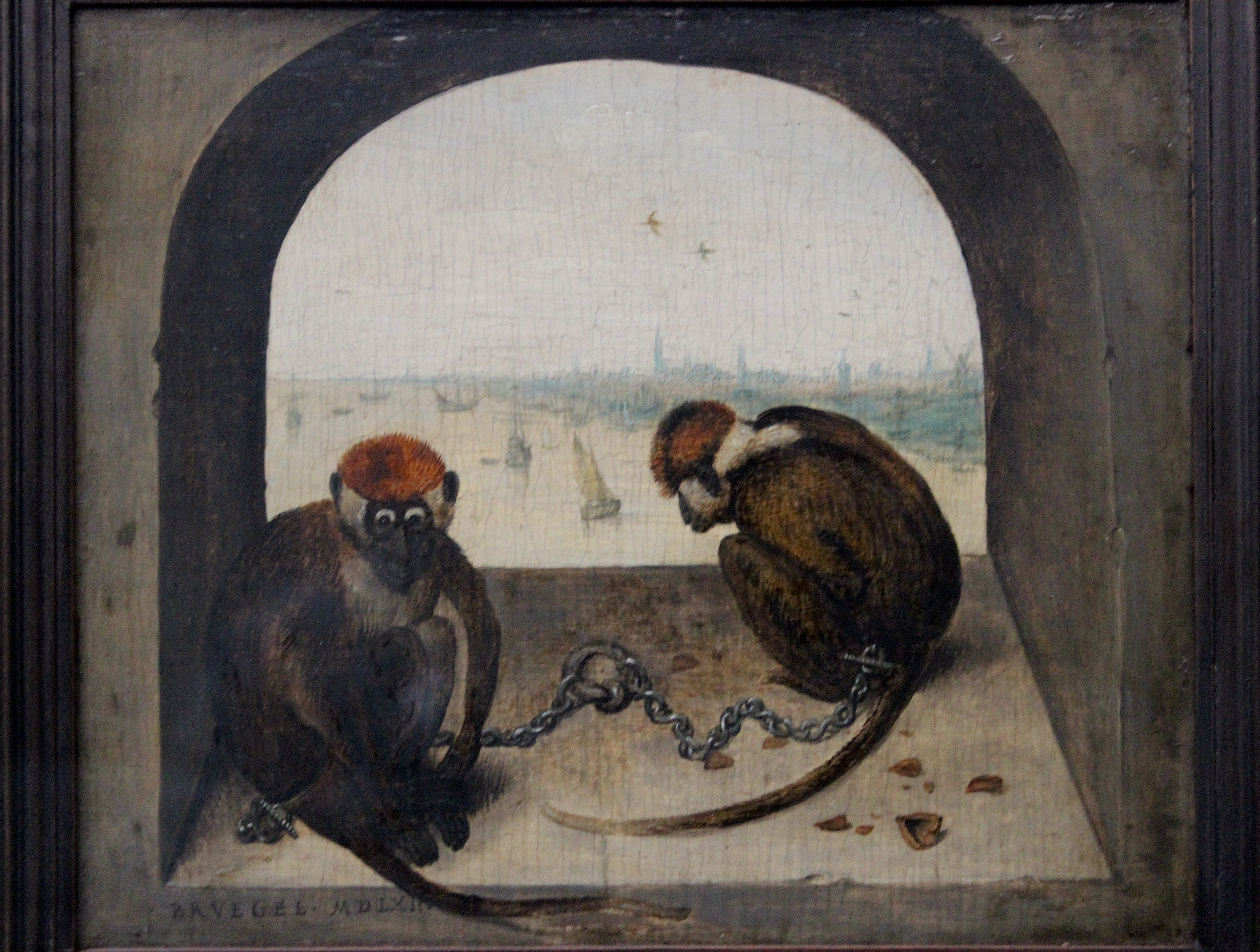
Pierre Brueghel l'Ancien : Deux Singes.
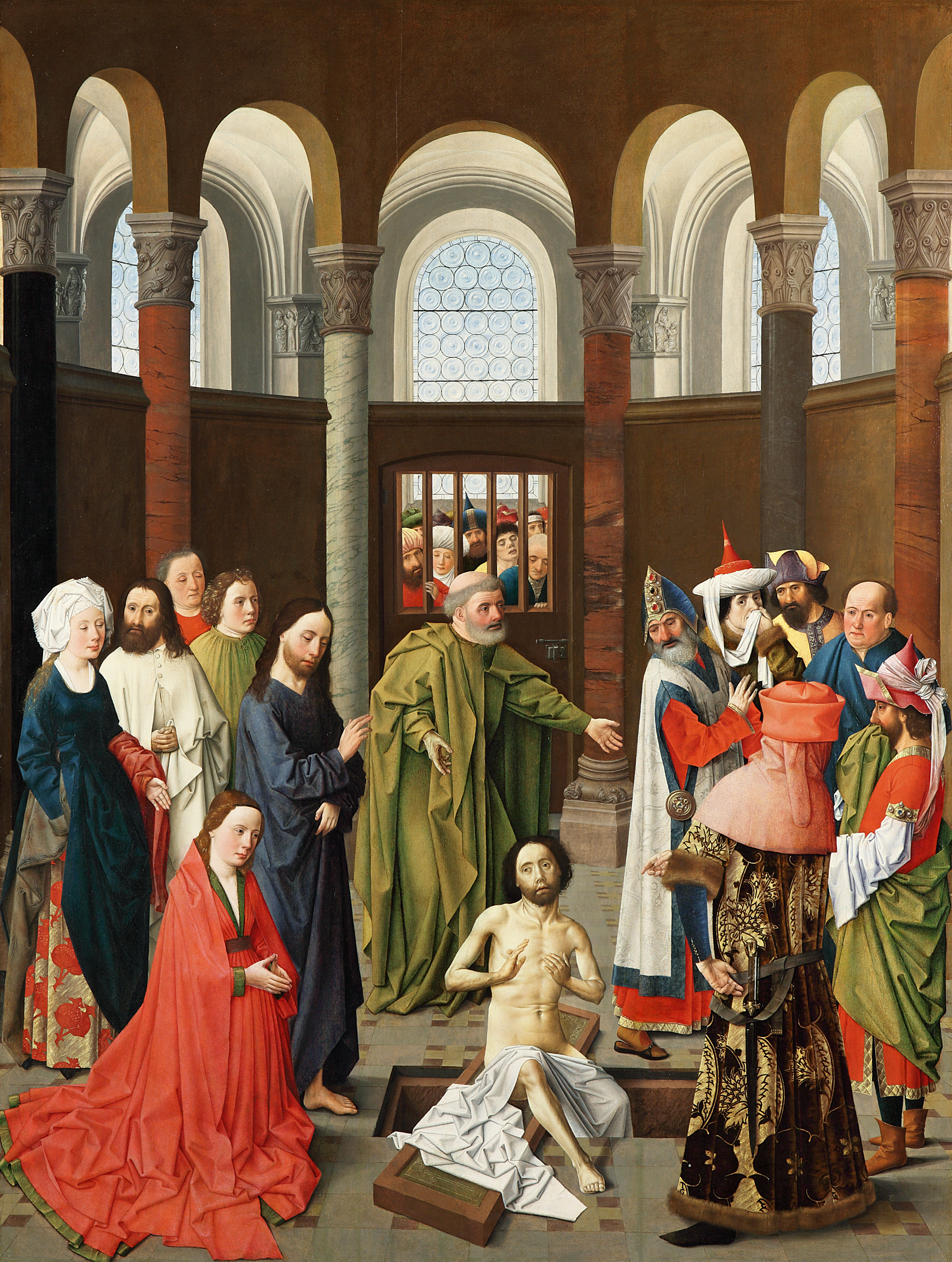
Albert van Ouwater : La Résurrection de Lazare

#### Allemagne
- Albrecht Altdorfer :
  - Christ en croix
  - La Nativité du Christ
  - Paysage avec famille de satyres
  - Repos pendant la fuite en Égypte
- Hans Baldung :
  - La Mise au tombeau
  - Pyrame et Thisbé
  - Portrait du comte Louis de Lowenstein
- Albrecht Dürer :
  - Portrait de Hieronymus Holzschuher
  - Portrait de l'électeur de Saxe Frédéric le Sage
  - Portrait de Jakob Muffel
  - Portrait de jeune femme
  - Portrait de jeune fille
  - Vierge en prière
  - Vierge à l'Enfant
- Lucas Cranach l'Ancien :
  - La Fontaine de Jouvence
  - Vénus et Cupidon
  - Portrait de Madame Reuss
  - Repos pendant la fuite en Égypte
- Hans Holbein :
  - Portrait du marchand Georg Gisze
  - Portrait du duc Antoine de Lorraine
  - Portrait d'Homme avec un luth
  - Portrait de Hermann Hillebrandt Wedigh

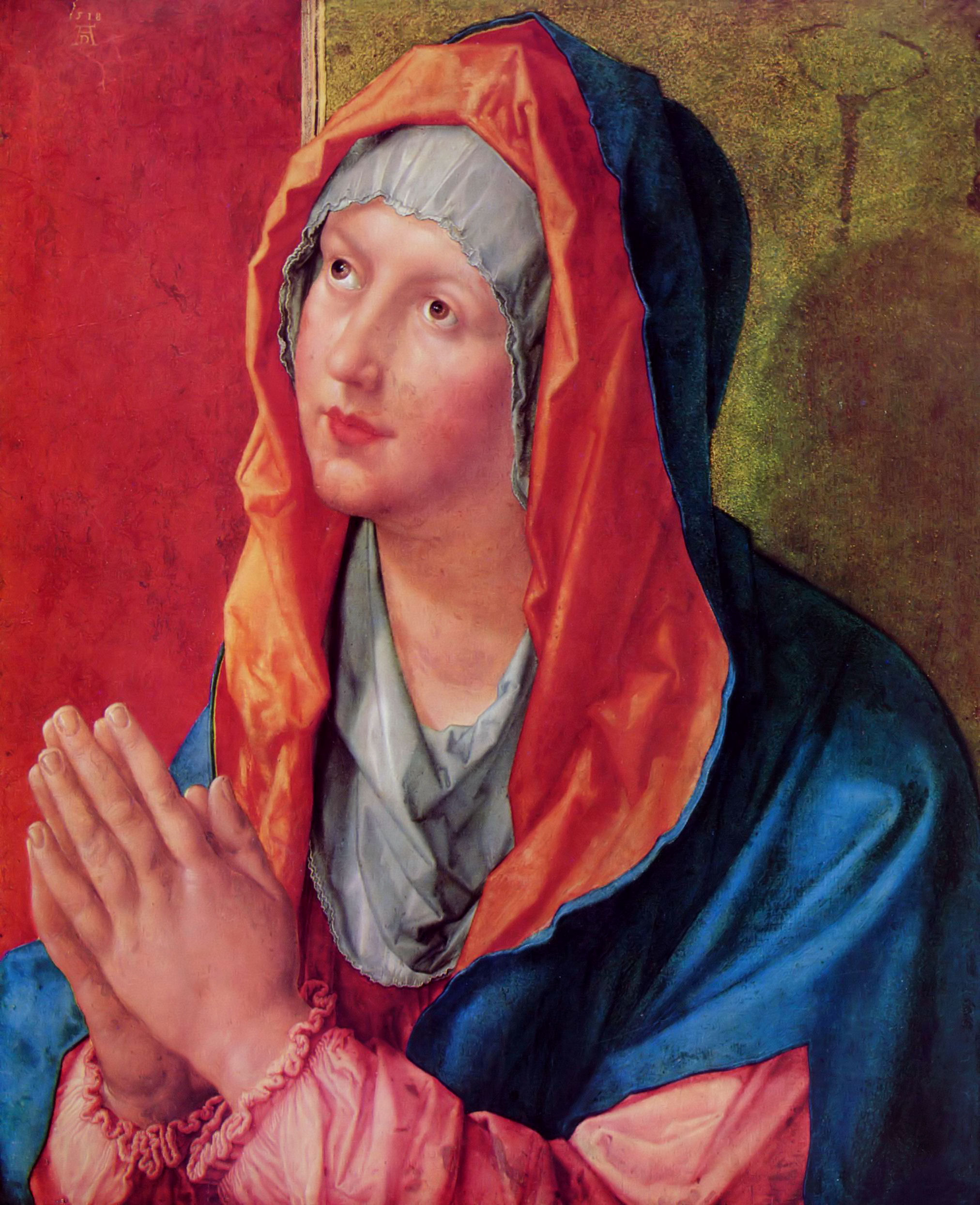
Albrecht Dürer (1471-1528), Vierge en prière.
Lucas Cranach l'Ancien, (1472-1553), Vénus et Cupidon (vers 1530).
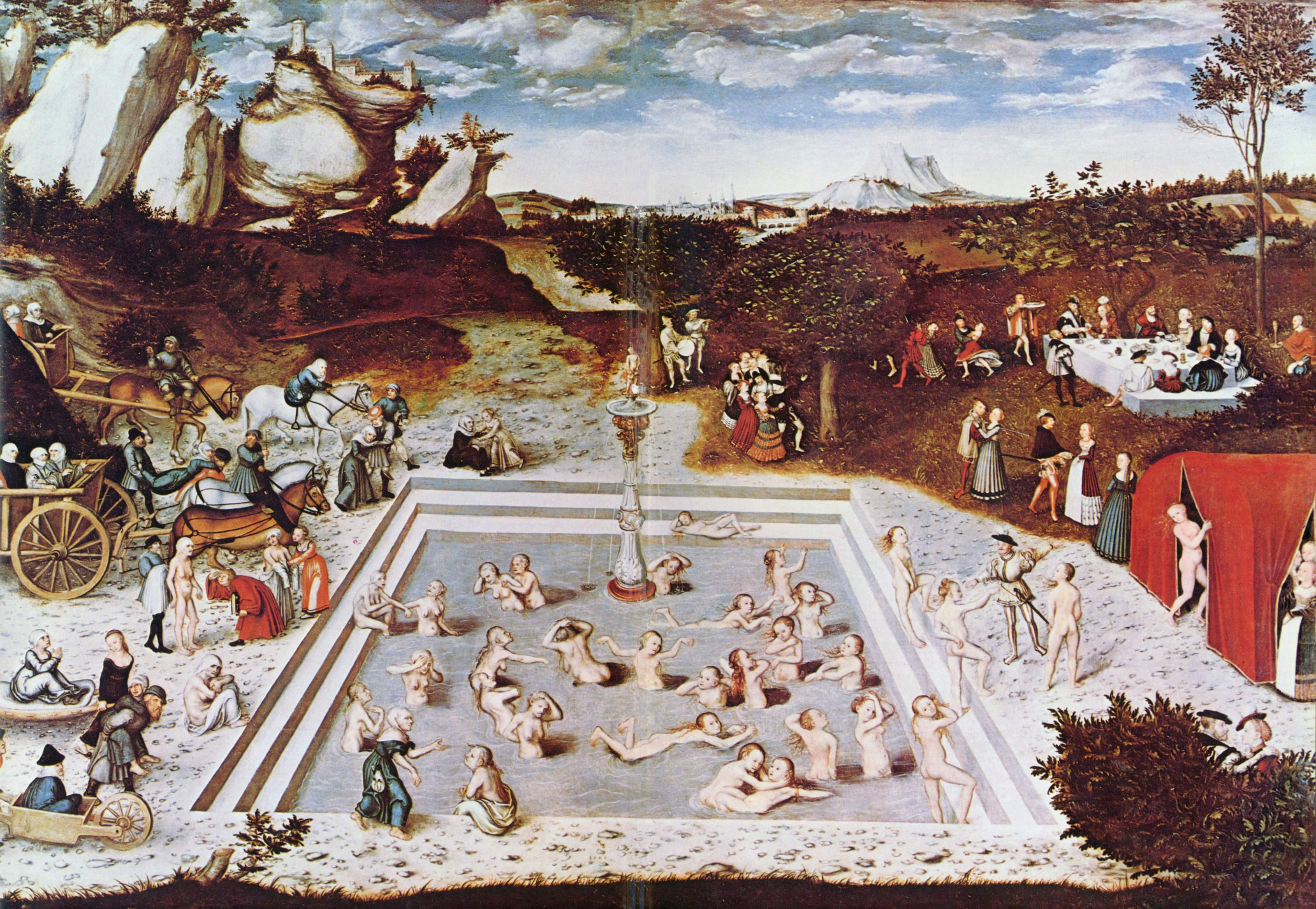
Lucas Cranach l'Ancien, (1472-1553), La Fontaine de Jouvence (1546).
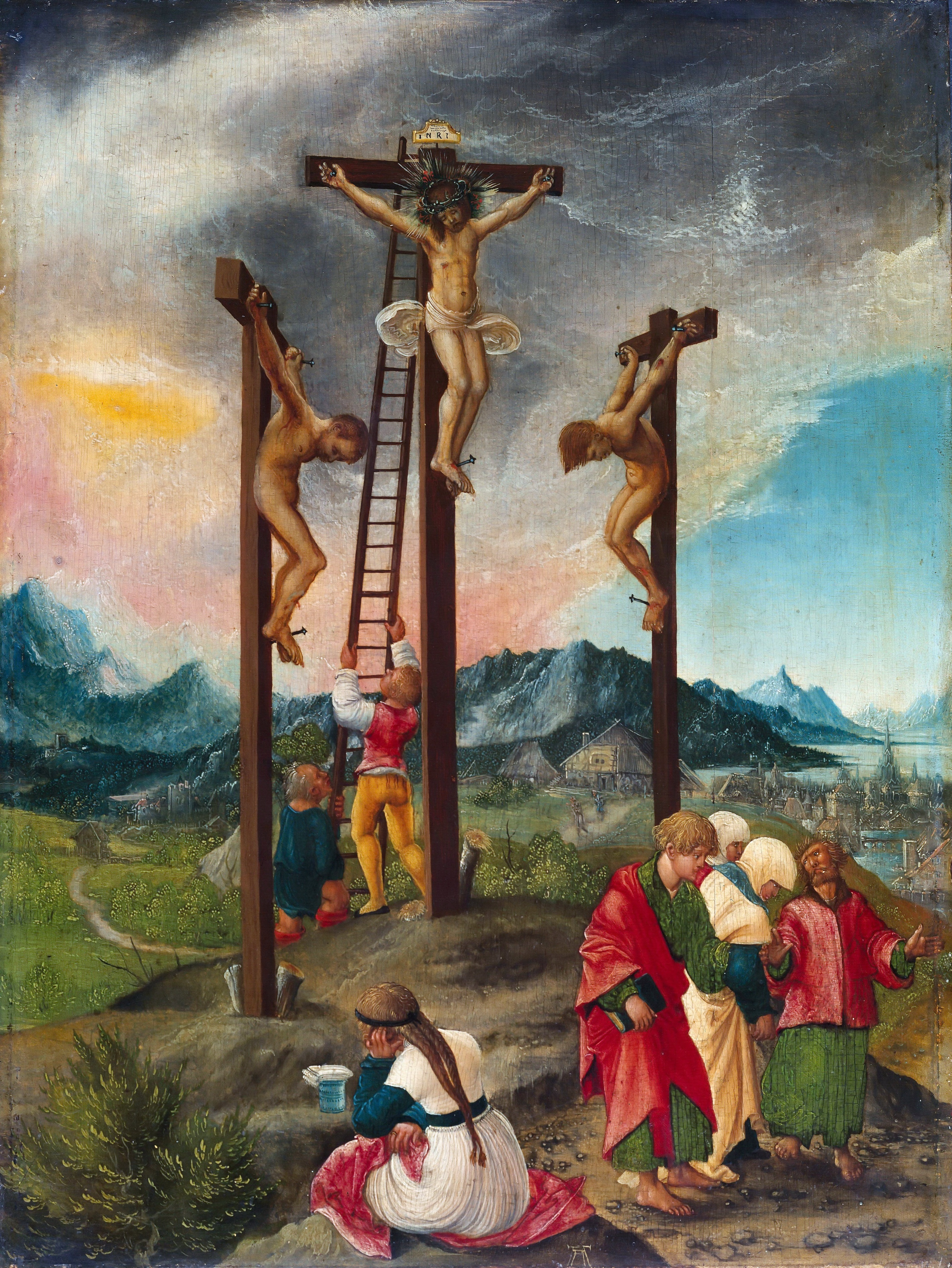
Albrecht Altdorfer (1480-1538), Christ en croix.
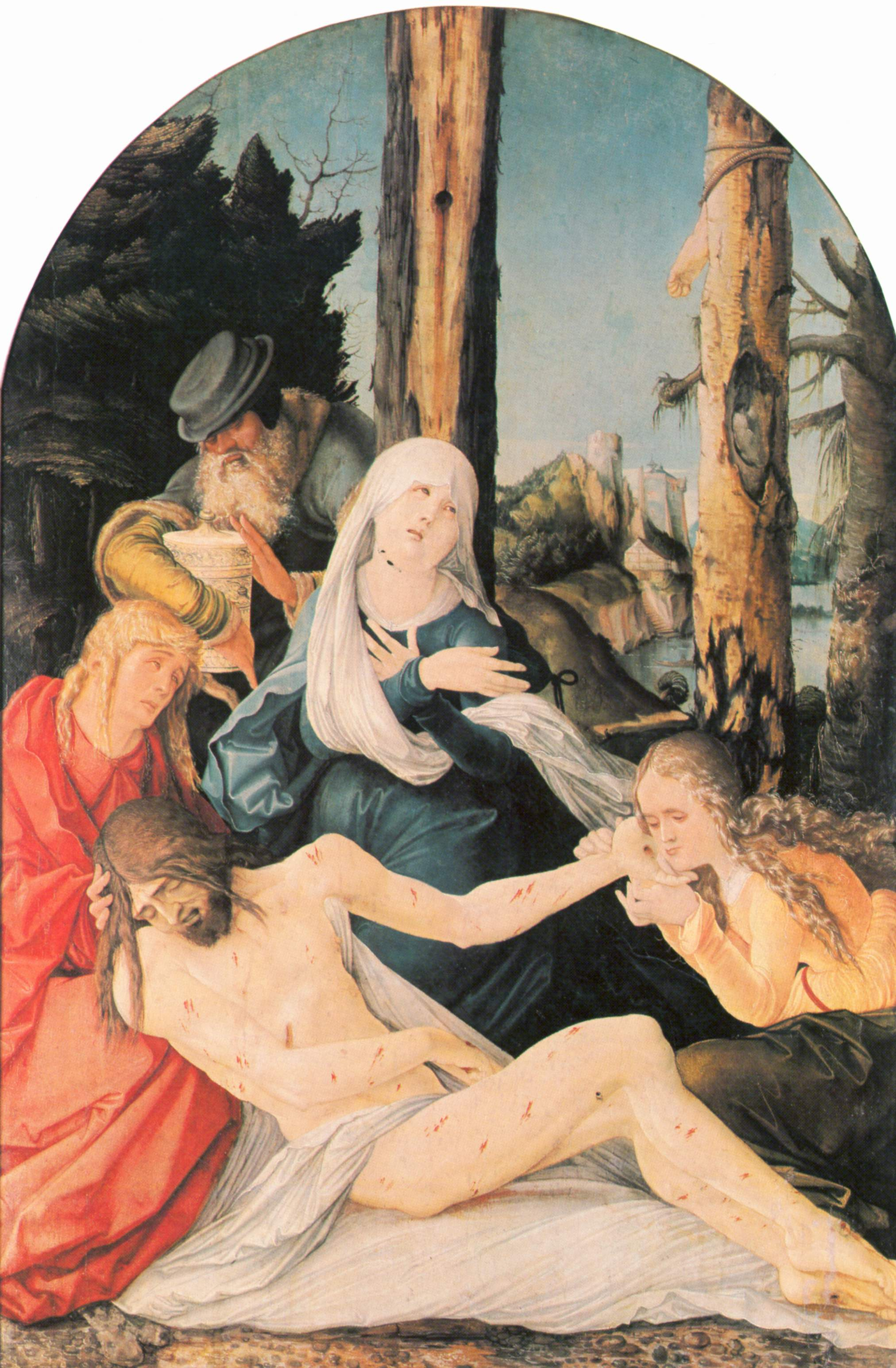
Hans Baldung (vers 1484-1545), La Mise au tombeau.
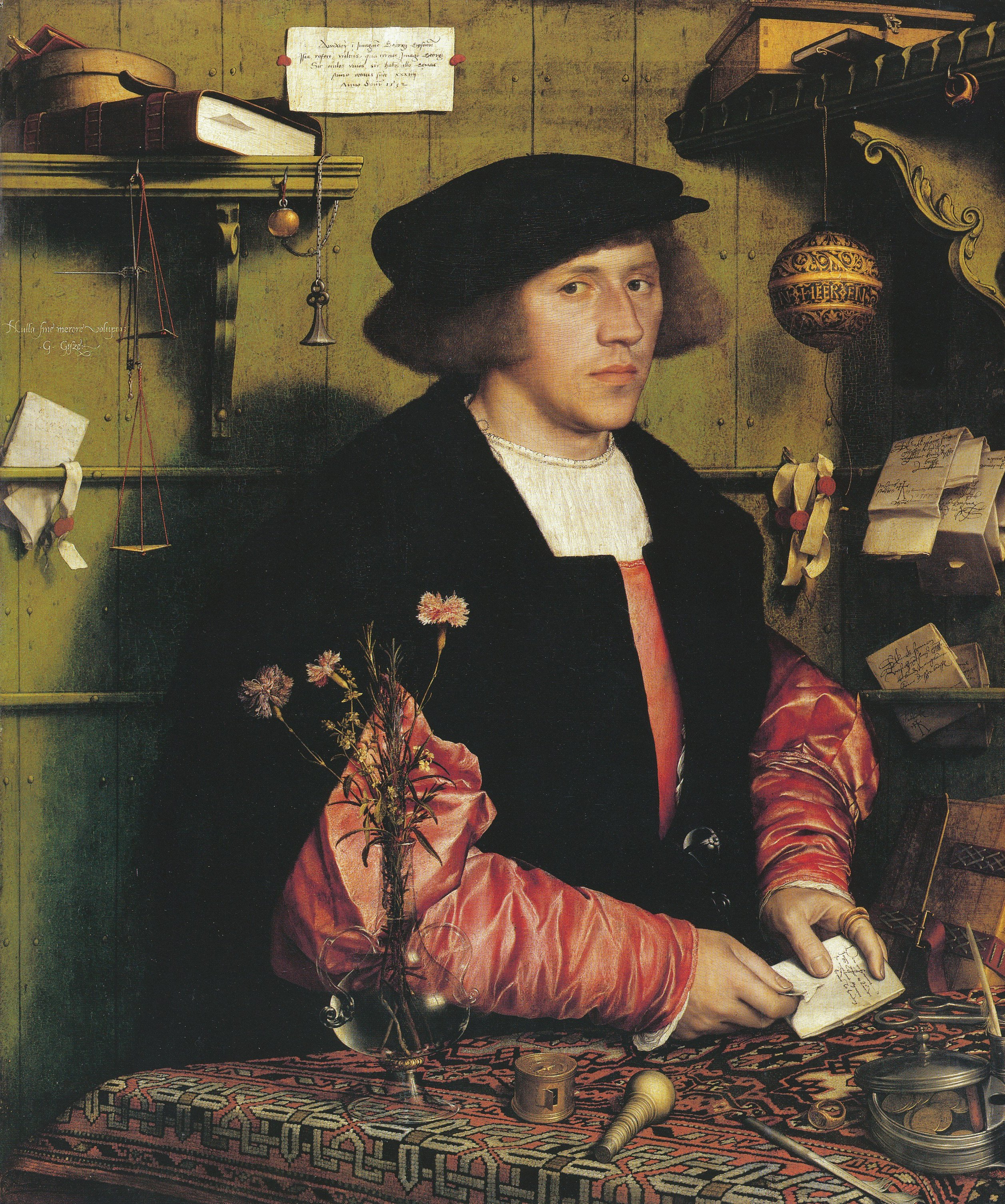
Hans Holbein : Portrait du marchand Georg Gisze.
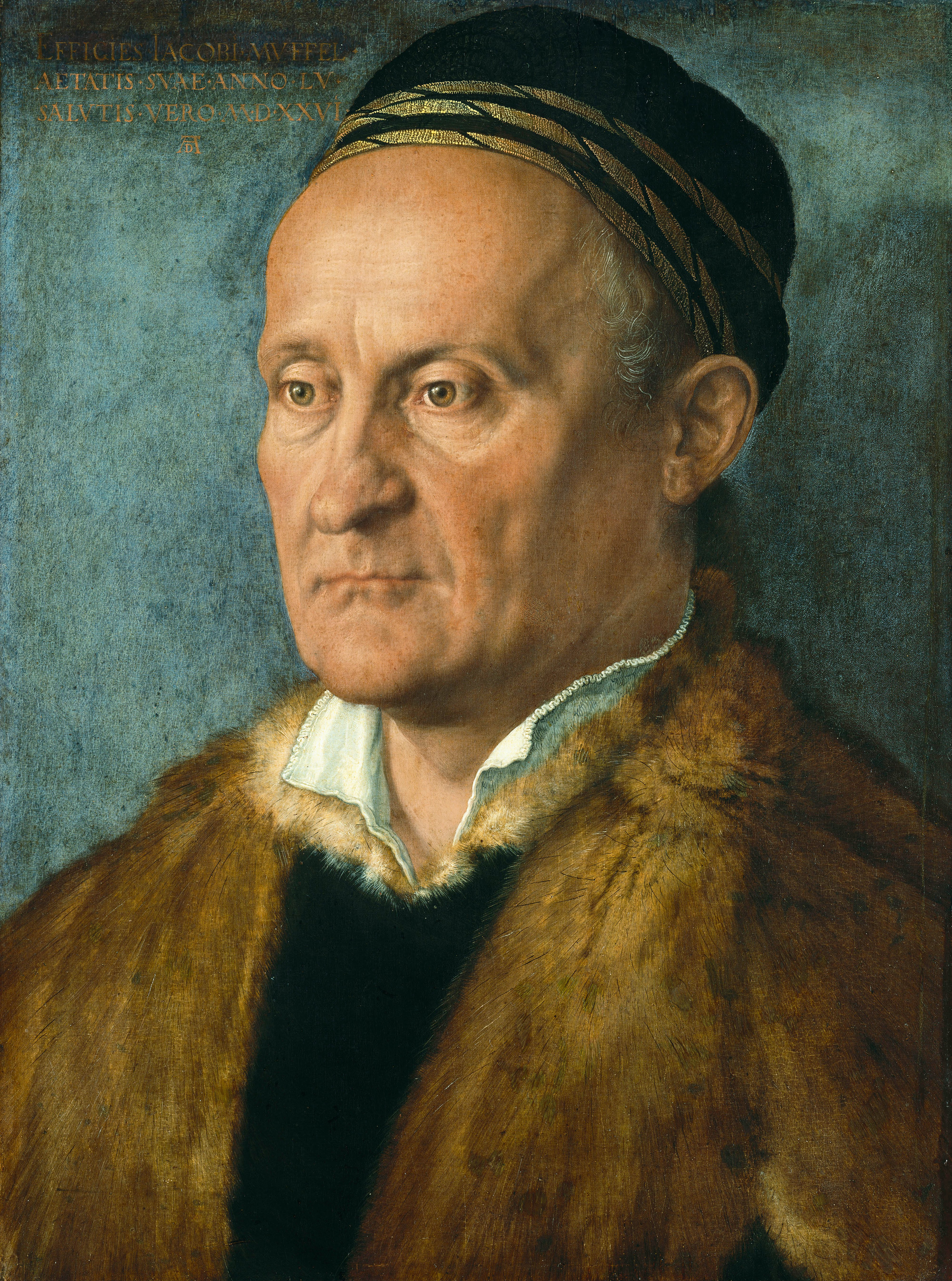
Albrecht Dürer : Portrait de Jakob Muffel.

### La Renaissance en Italie
- Fra Angelico : Le Jugement Dernier
- Giotto : La Mort de Marie
- Masaccio :
  - L'Adoration des Rois Mages
  - Visite à l'Accouchée
- Fra Filippo Lippi : L'Adoration dans la forêt
- Maître de Pratovecchio :
  -  Trois anges,
- Botticelli :
  - Portrait de Simonetta Vespucci
  - Portrait de Julien de Medicis
  - La Madone Bardi
  - Saint Sébastien
- Cosimo : Vénus, Mars et Cupidon
- Bronzino : Portrait d'Ugolino Martelli
- Ghirlandaio : Pala Tornabuoni
- Bellini : Christ mort entouré de deux anges
- Raphaël :
  - La Madone Colonna
  - La Madone Solly
  - La Madone Terranuova
- Giorgione : Portrait de Jeune Homme
- Titien :
  - Autoportrait
  - Vénus à l'organiste
  - Portrait de Clarissa Strozzi
- Mantegna :
  - La Présentation au Temple
  - La Vierge avec l'Enfant endormi
  - Portrait du cardinal Ludovico Trevisan
- Messine : Portrait d'homme
- Pollaiuolo[Lequel ?] : Portrait de jeune femme de profil
- Piero della Francesca : Saint Jérôme pénitent
- Pinturicchio : Vierge avec l'Enfant écrivant et Saint Jérôme
- Carpaccio :
  - Le Tombeau du Christ
  - La Confirmation de Saint Étienne
- Le Corrège : Léda et le Cygne
- Carrache : Fleuve dans la campagne romaine

#### Florence

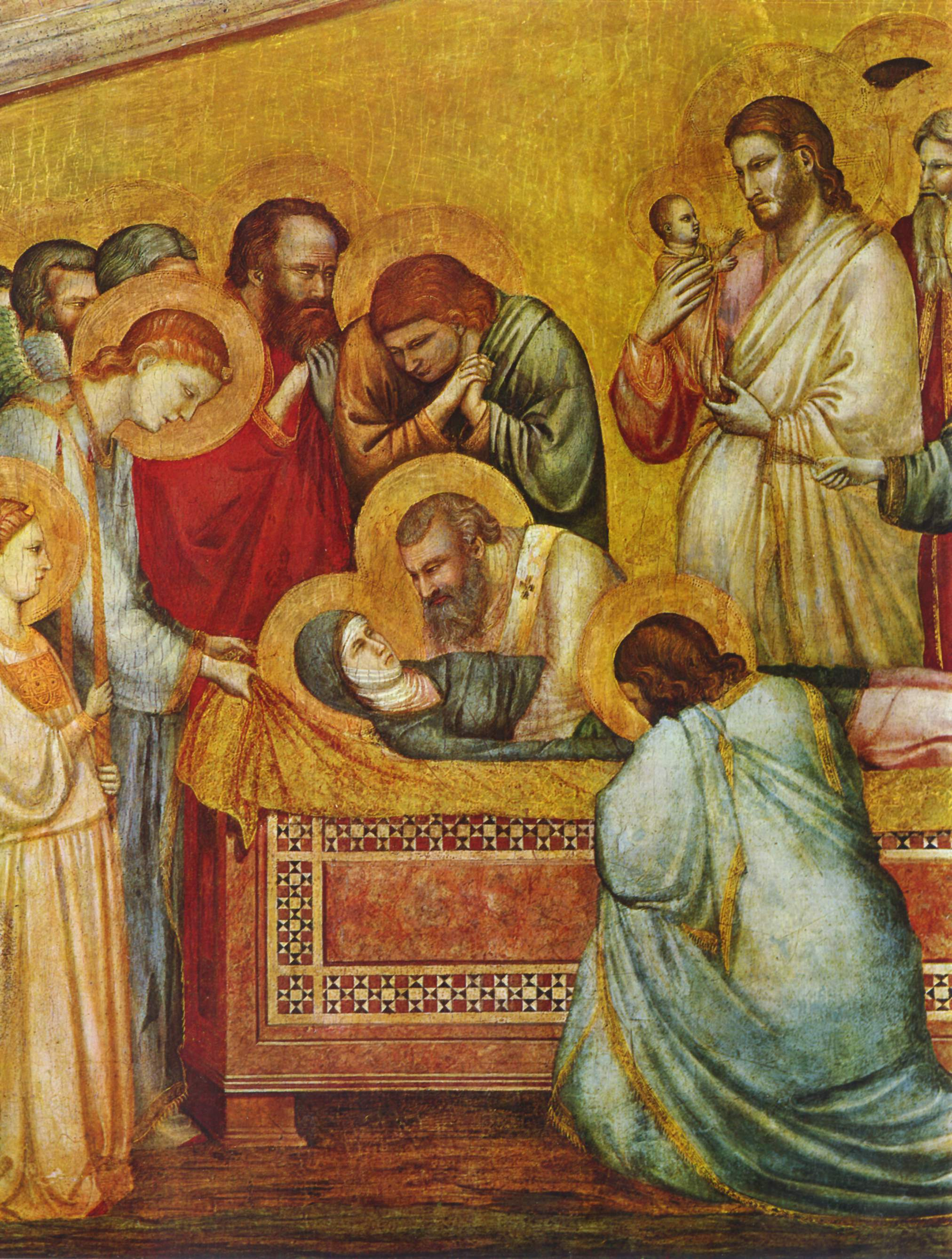
Giotto, La Mort de Marie (vers 1315-1320).
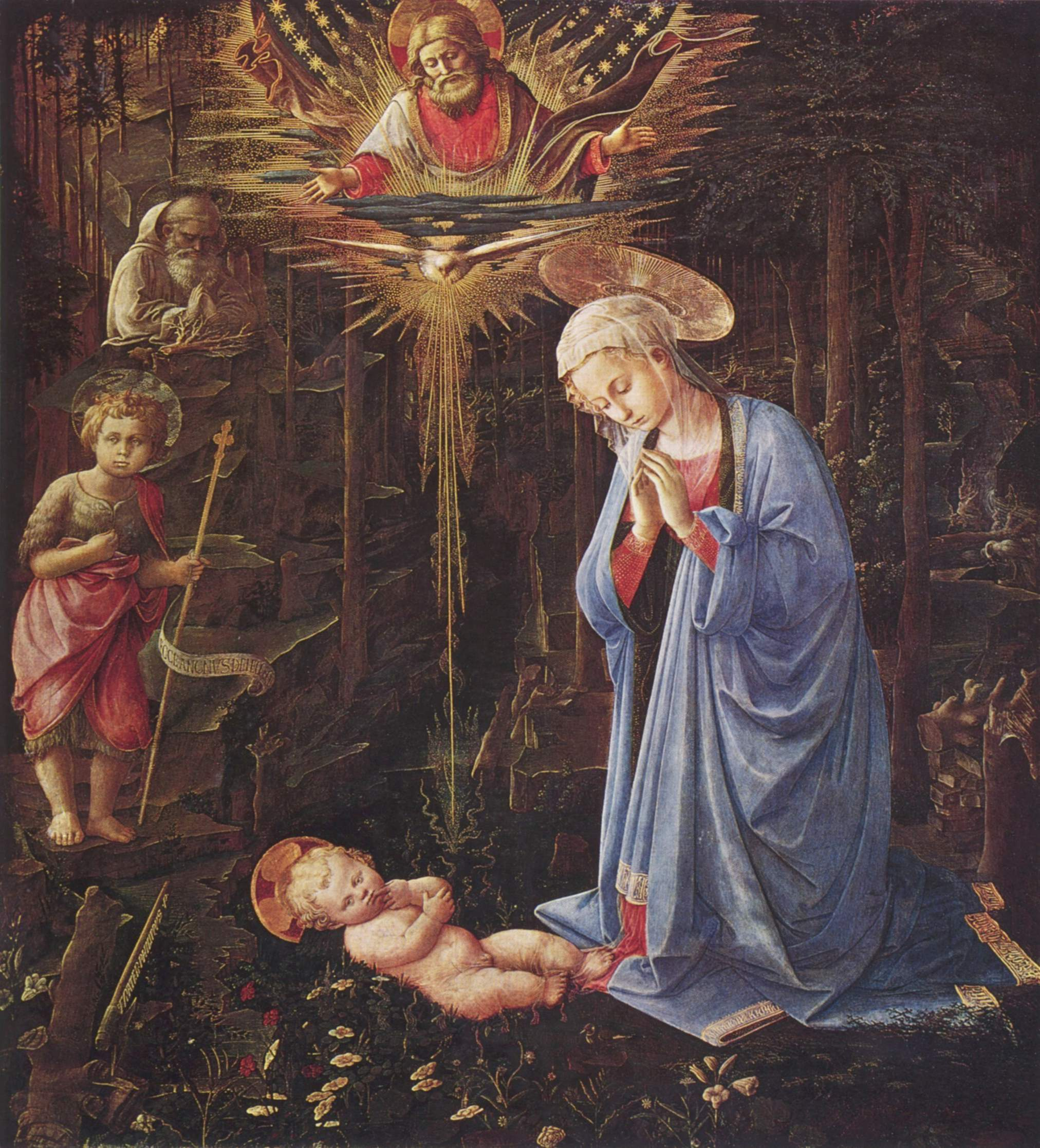
Fra Filippo Lippi (1406-1469), L'Adoration dans la forêt.
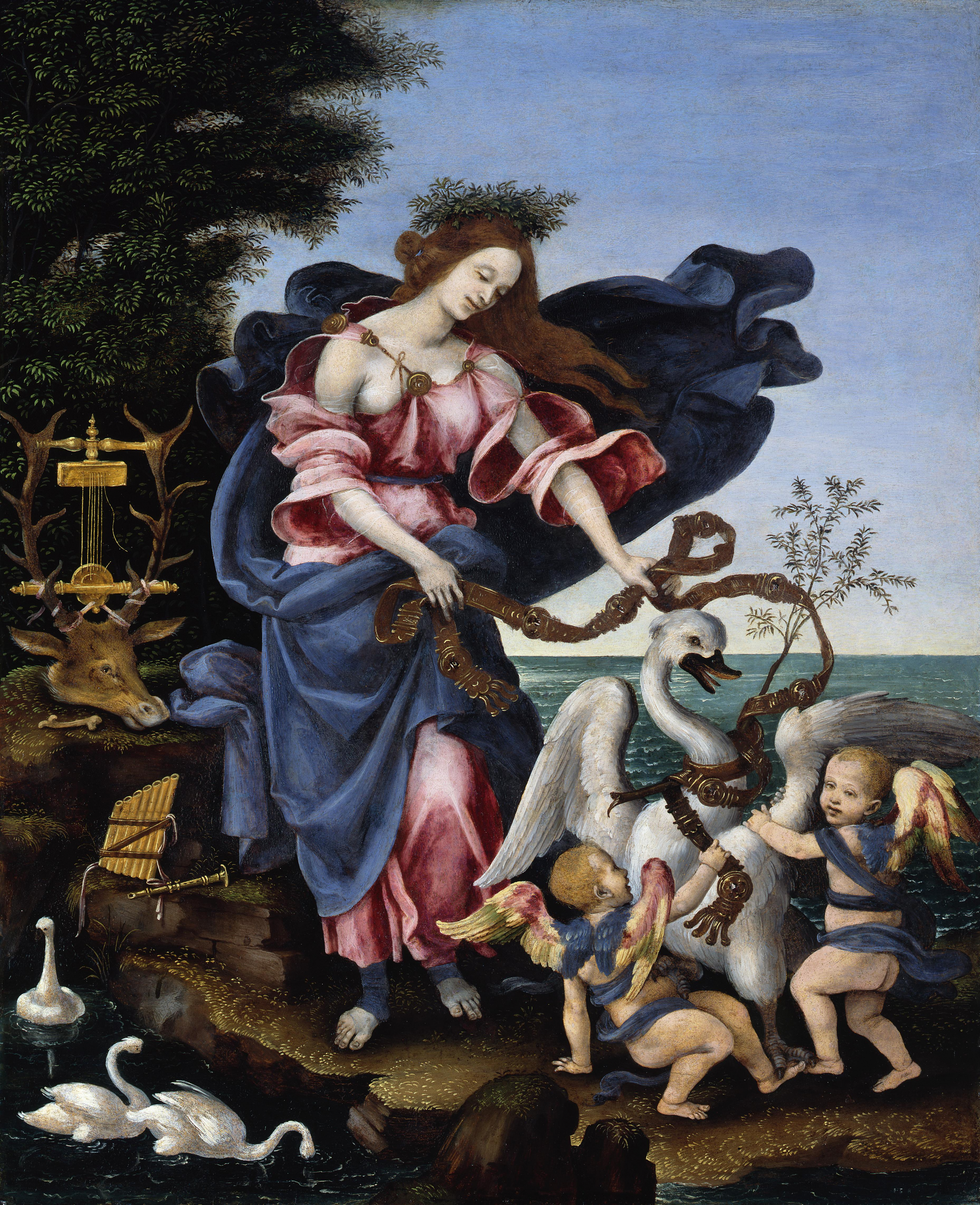
Filippino Lippi (1457-1504), Allégorie de la musique.
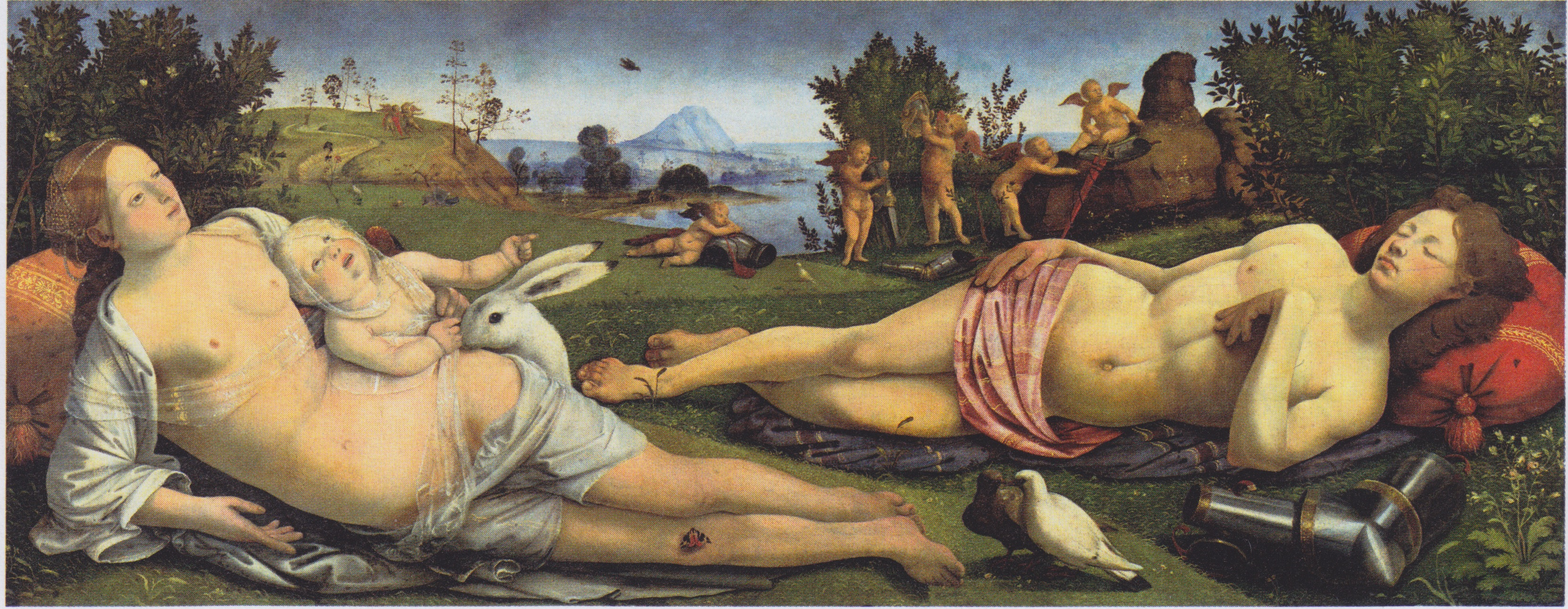
Piero di Cosimo (1462-1521), Vénus, Mars et Cupidon.

#### Venise

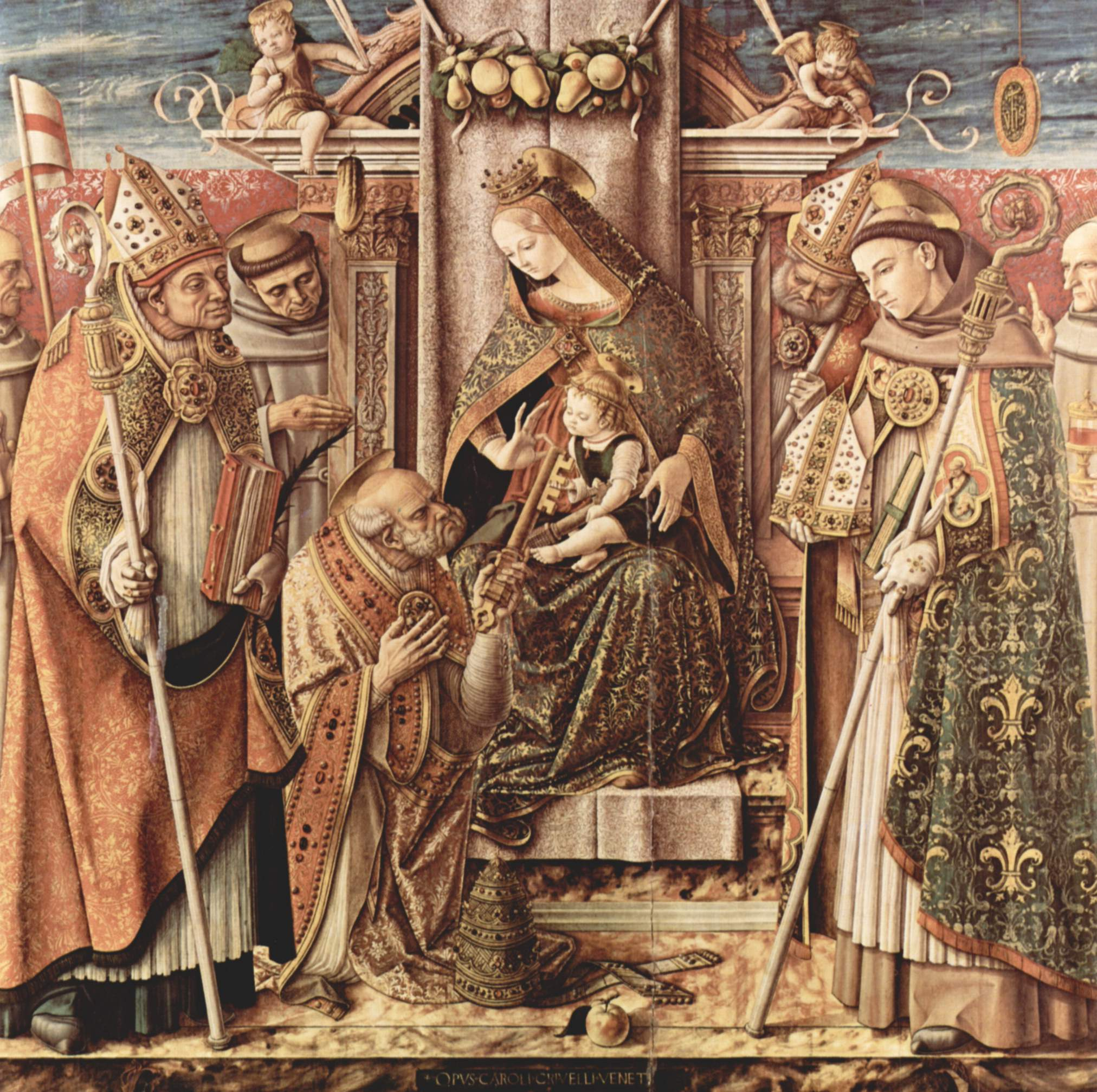
Carlo Crivelli (1430/1435-1495), Vierge trônant entourée de sept saints.
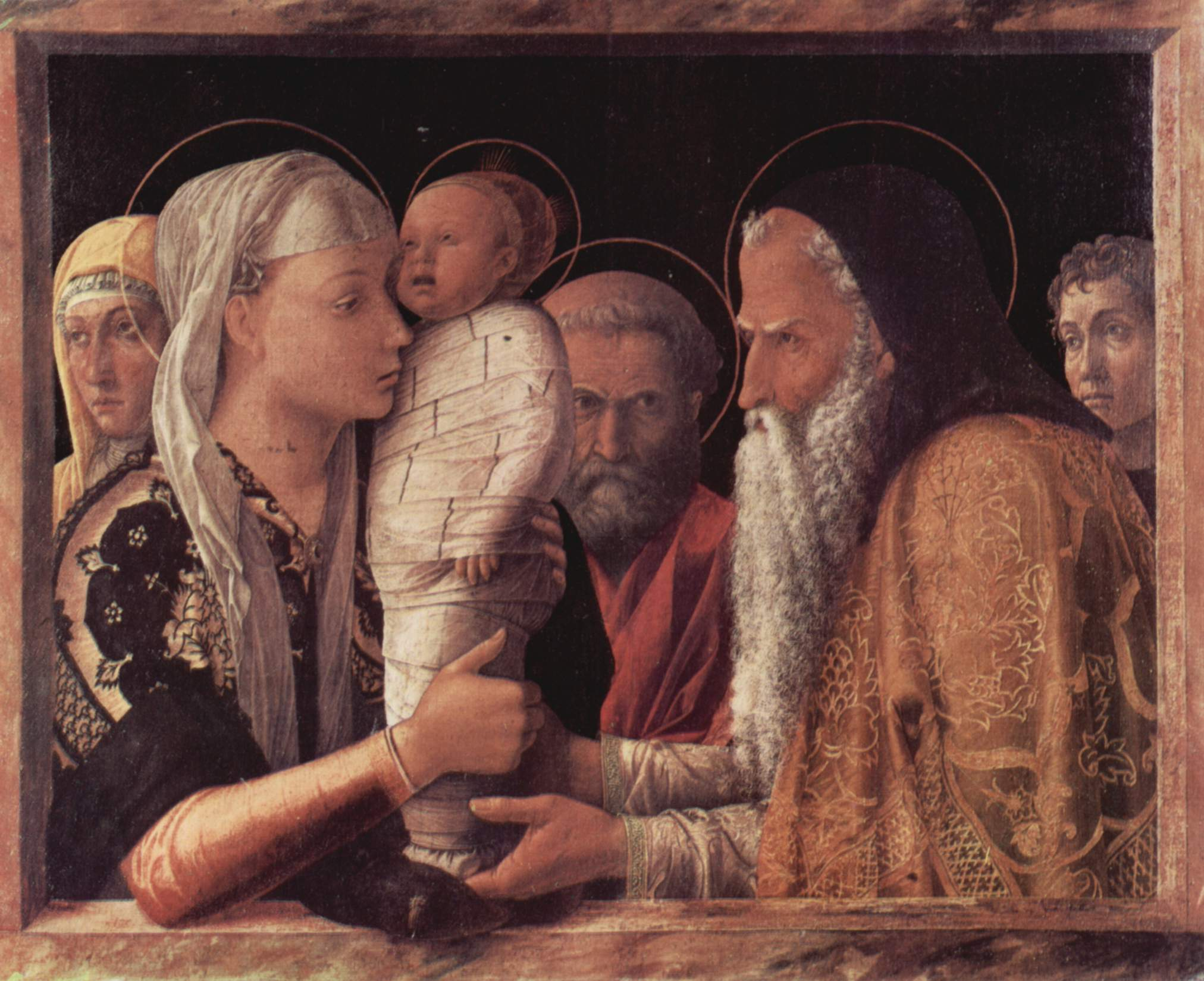
Andrea Mantegna (1431-1506), Présentation de Jésus au Temple.
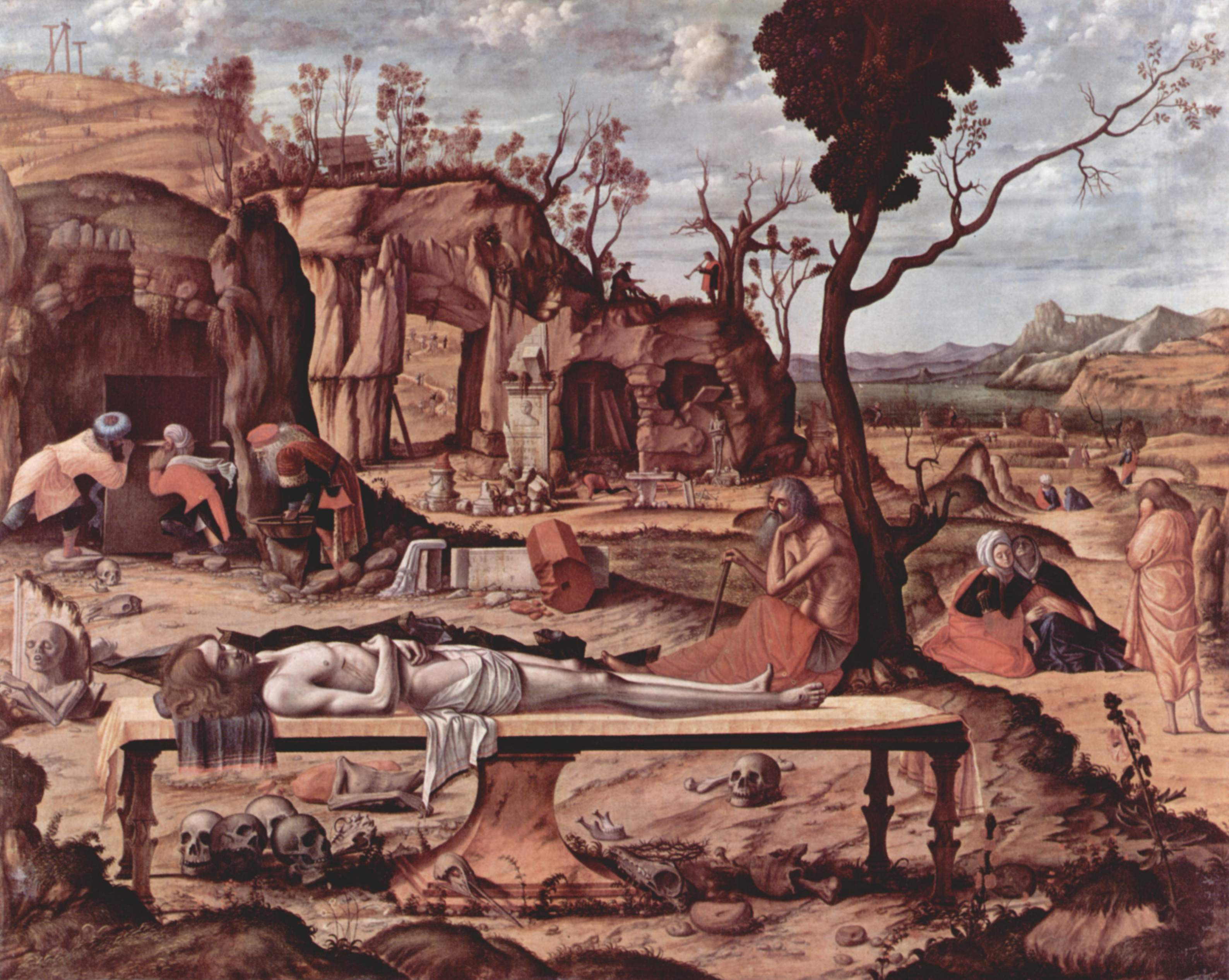
Vittore Carpaccio (1472-1526), Le Tombeau du Christ.
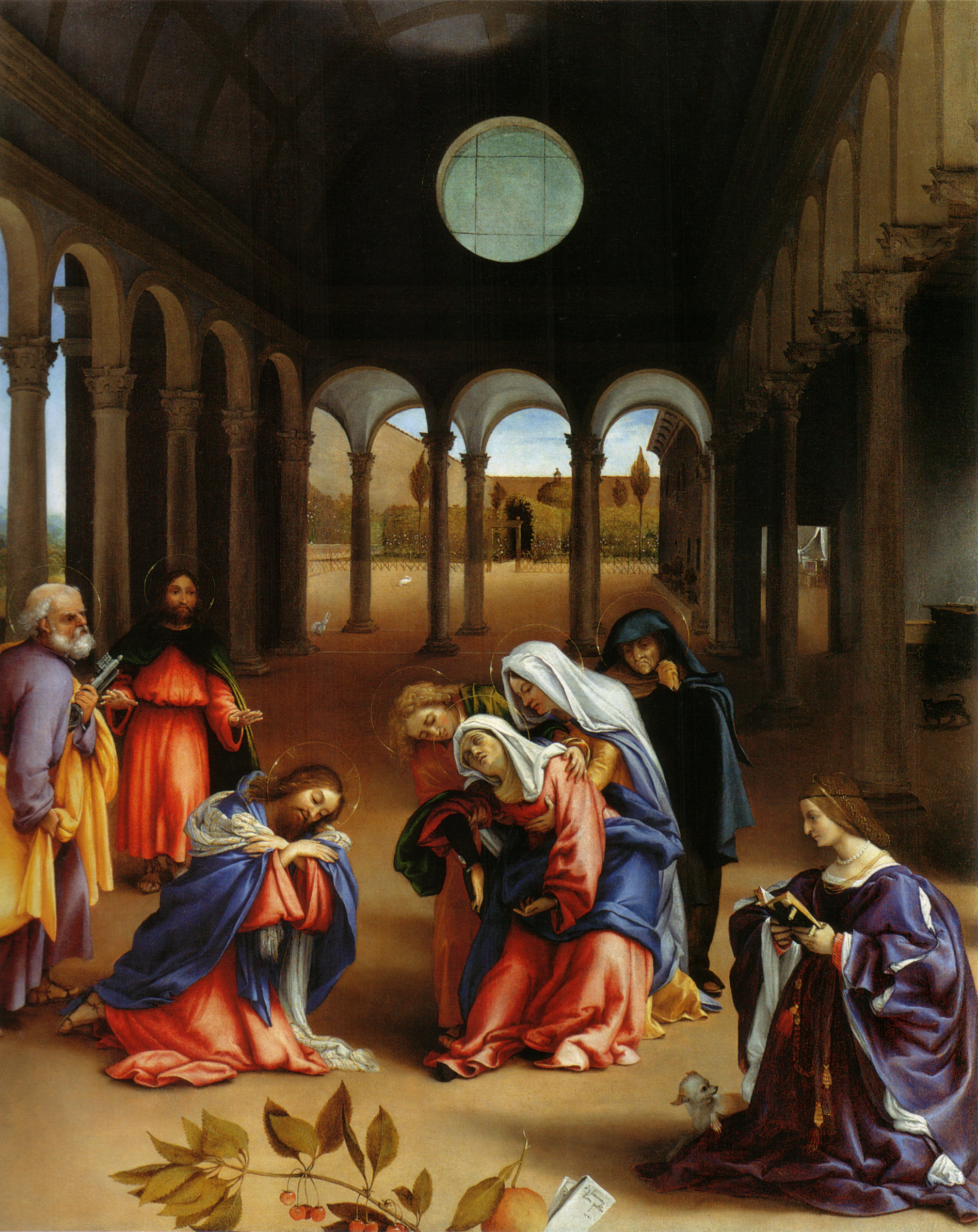
Lorenzo Lotto (1480-1556), Les Adieux du Christ à sa mère.

#### Italie du Nord

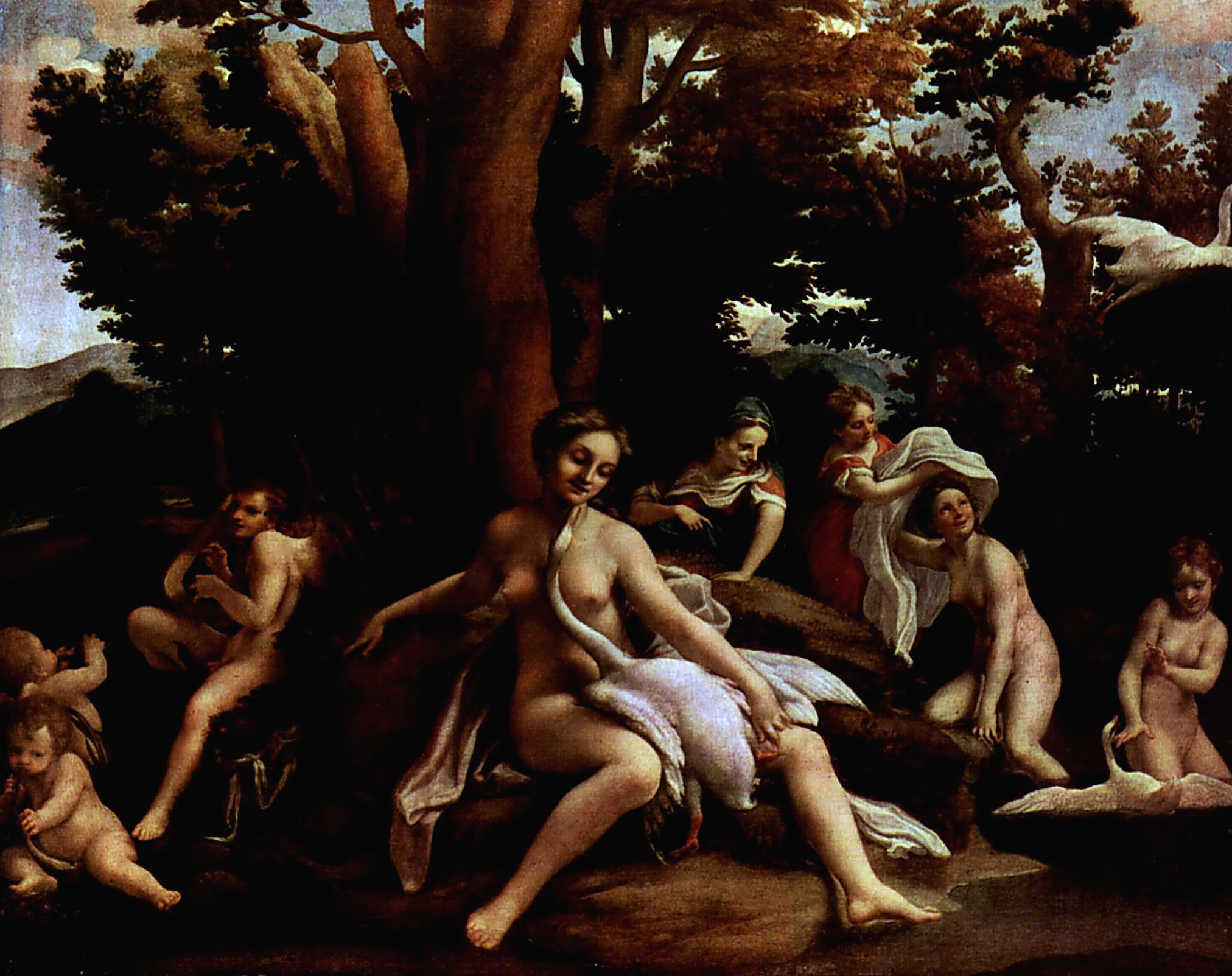
Le Corrège (1490-1534) Léda et le Cygne.
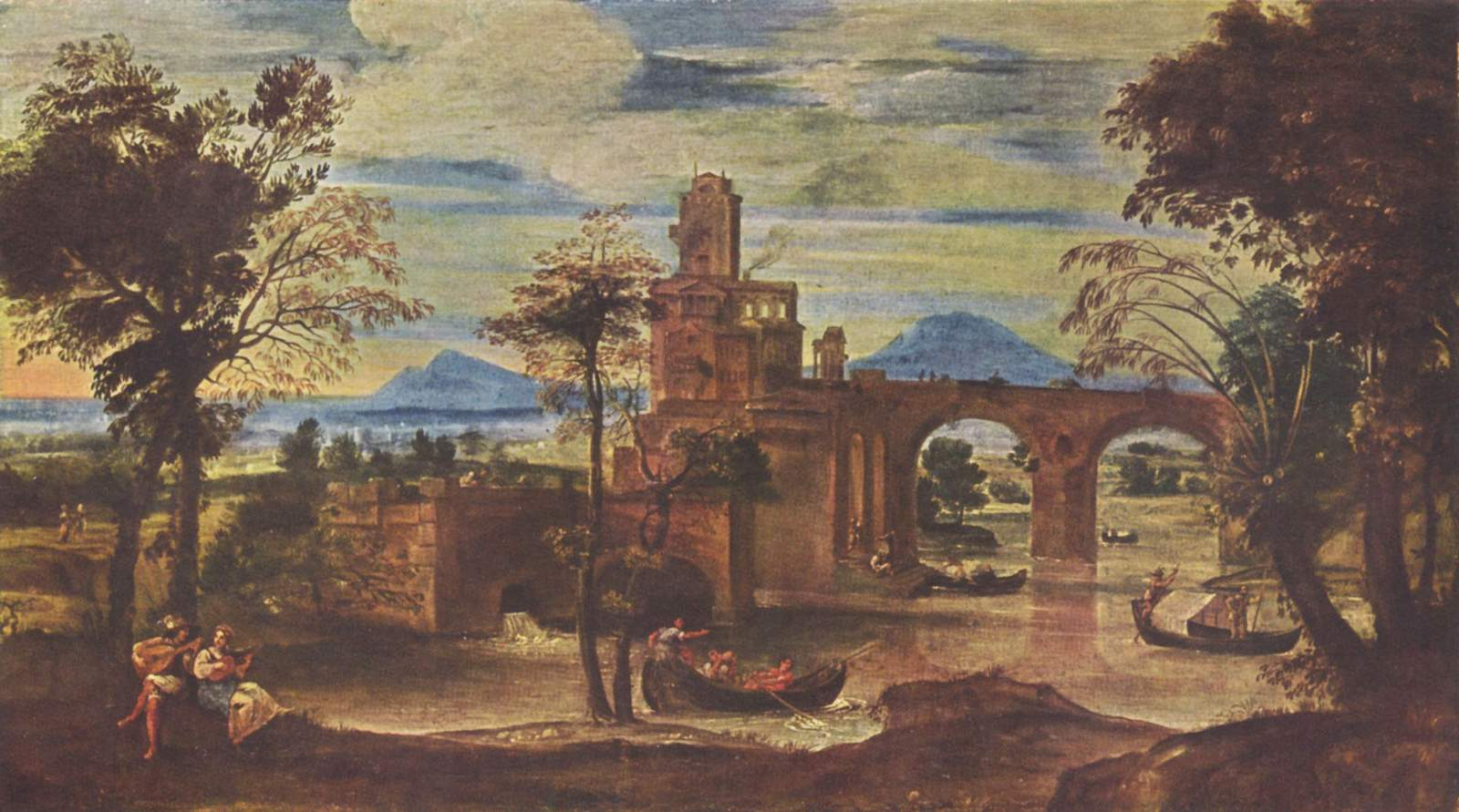
Annibale Carracci (1560-1609) Fleuve dans la campagne romaine.

#### Italie du Sud

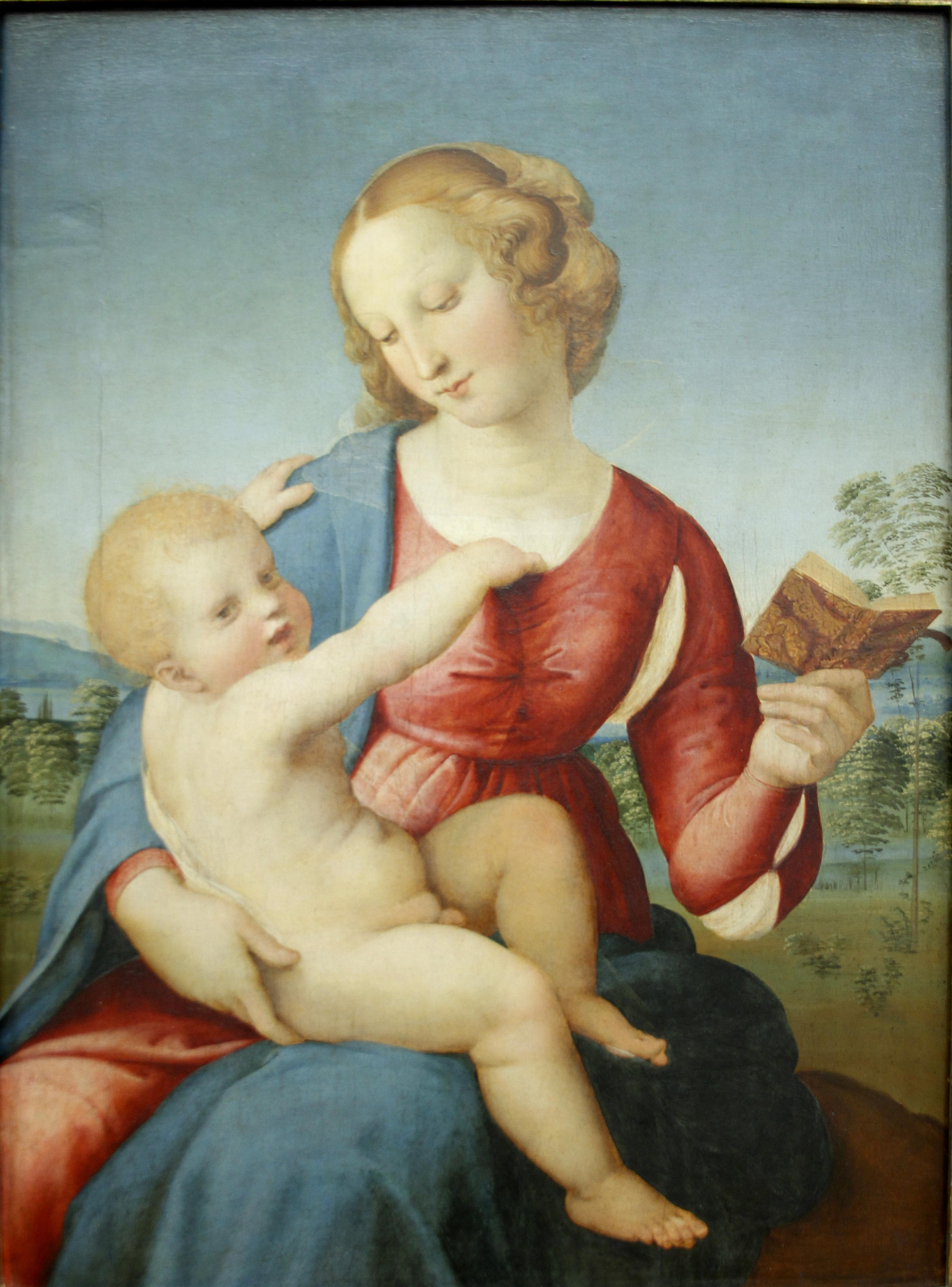
Raphaël (1483-1520), La Madone Colonna.
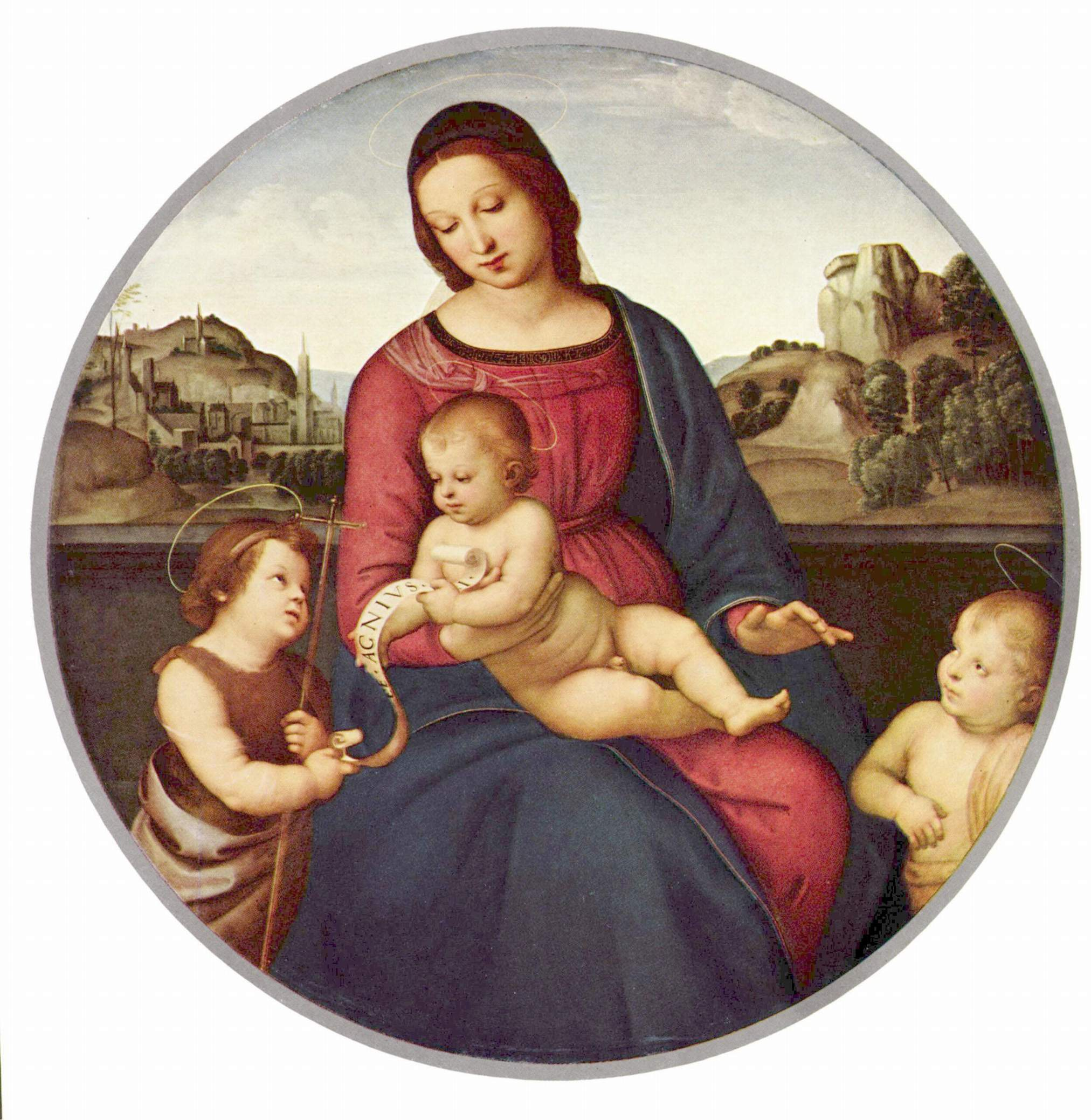
Raphaël (1483-1520), Vierge à l'enfant avec Saint Jean Baptiste.

### LeXVIIesiècle
- Caravage : L'Amour victorieux
- Diego Vélasquez : Les Trois musiciens
- Frans Hals :
  - Malle Babbe
  - Catharina Hooft et sa nourrice
  - Portrait d'un garçon avec une flûte
- Rembrandt : 16 peintures dont : 
  - L'Homme au Casque d'Or
  - Suzanne et les Vieillards
  - Moïse brisant les Tables de la Loi 
  - Samson menace son beau père
  - Joseph et la femme de Putiphor
  - Hendrickje Stoffels à sa fenêtre
  - Tête du Christ
- Rubens : 
  - Persée délivrant Andromède
  - Portrait d'Isabella Brant
  - La Déploration du Christ
- Vermeer :
  - La Dame au collier de perles
  - Le Verre de vin (ou Homme et femme buvant)
- Van Dyck :
  - Portrait de la Marquise Spinola
  - L'Enfant à l'oiseau
- Van Ruysdael : Forêt de chênes sur un lac
- De Hooch :
  - Femme laçant son corsage près d'un berceau (La Mère)
  - Intérieur avec une femme pesant une pièce en or (La Peseuse d'or)
  - Le Joyeux Buveur
- Jacob Jordaens : Autoportrait
- Hobbema : Chemin de village sous les arbres
- Le Lorrain : Paysage côtier italien à la lumière du matin
- Poussin : Autoportrait
- Georges de La Tour :
  - Les Mangeurs de pois
  - La Découverte de Saint Sébastien
- Antoine Watteau : 
  - L'Amour au théâtre français
  - L'Amour au théâtre italien
  - La Danse

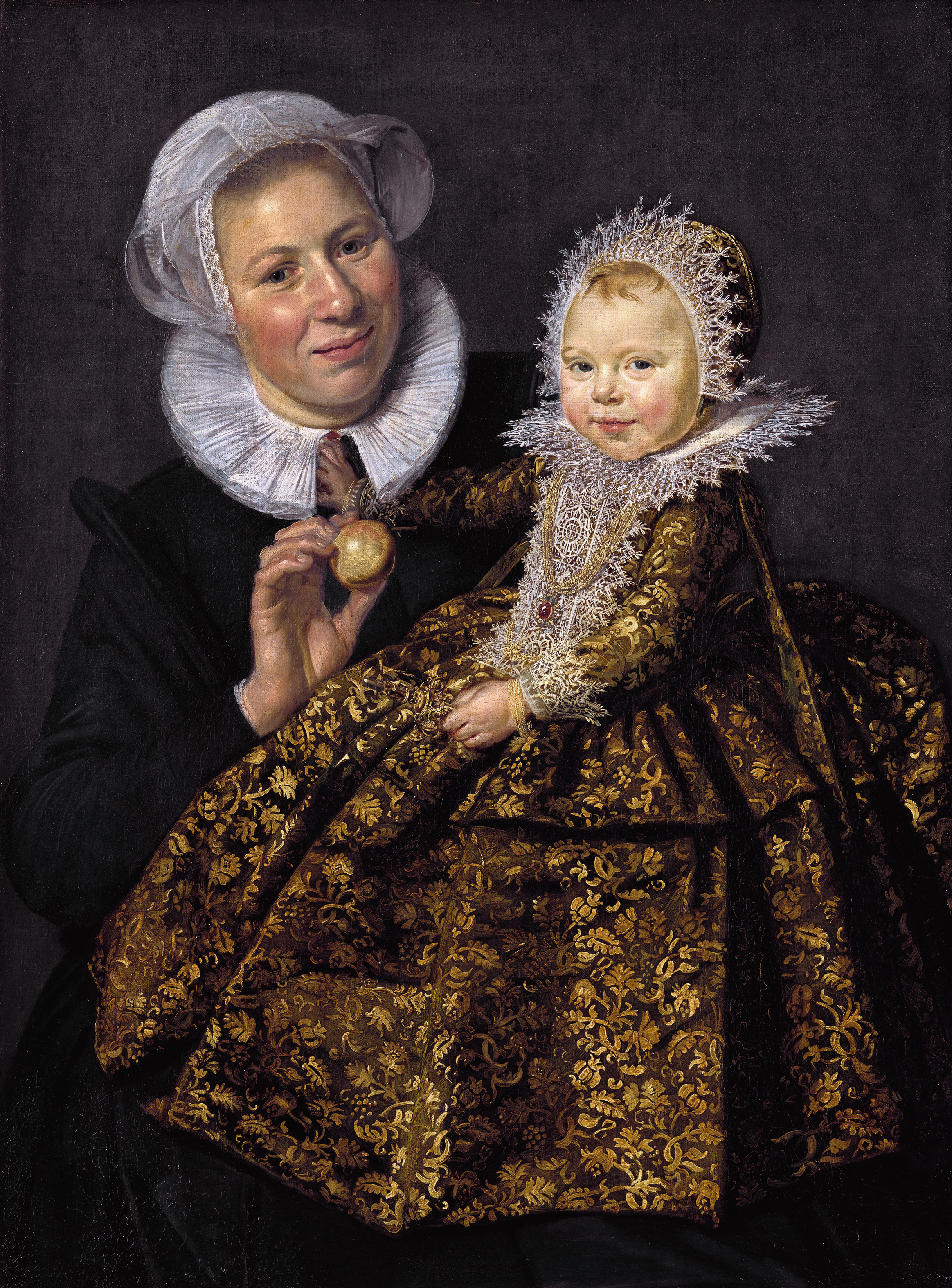
Frans Hals (1580-1666), Catharina Hooft et sa nourrice.
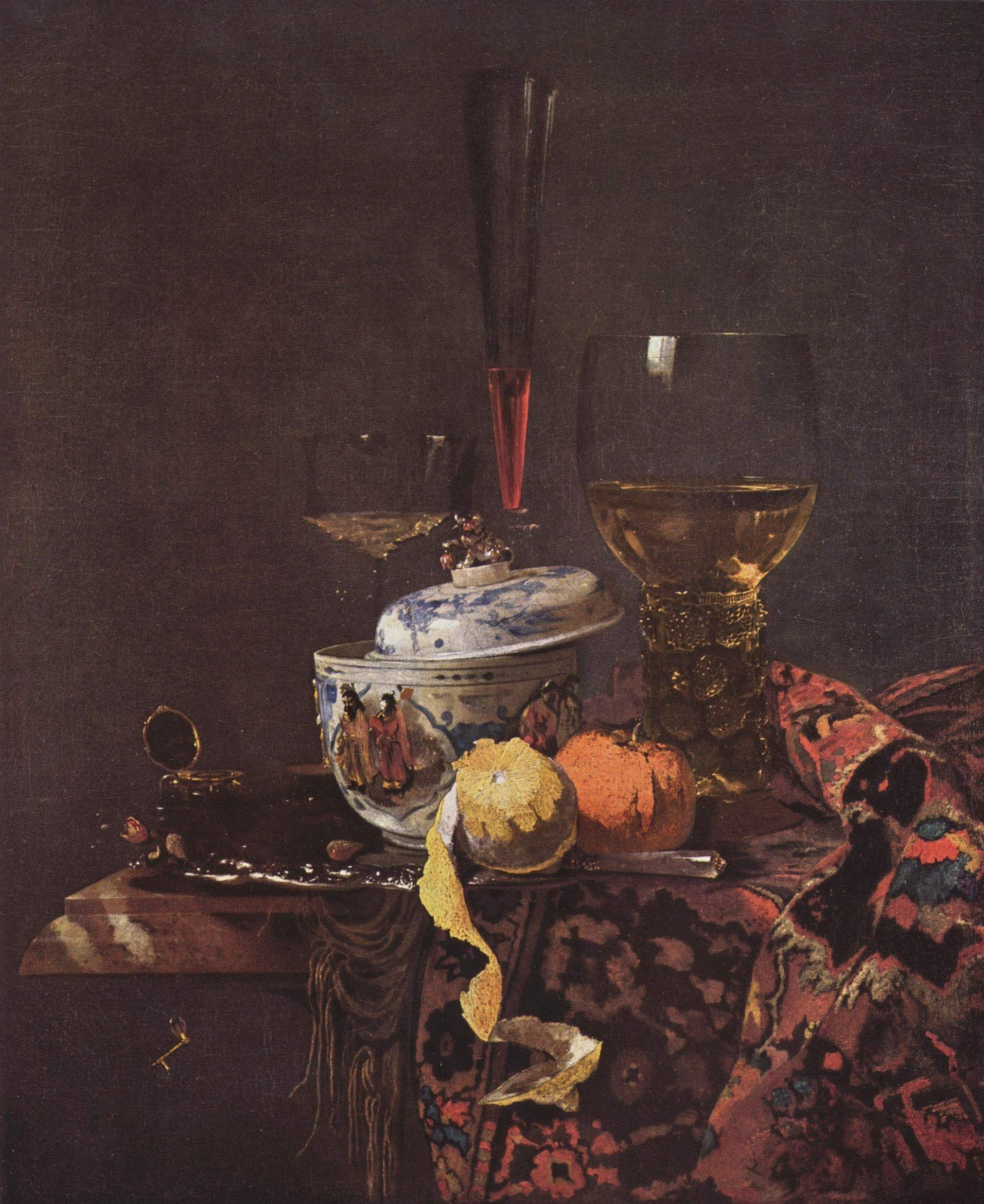
Willem Kalf (1622-1693), Nature morte avec une terrine chinoise.
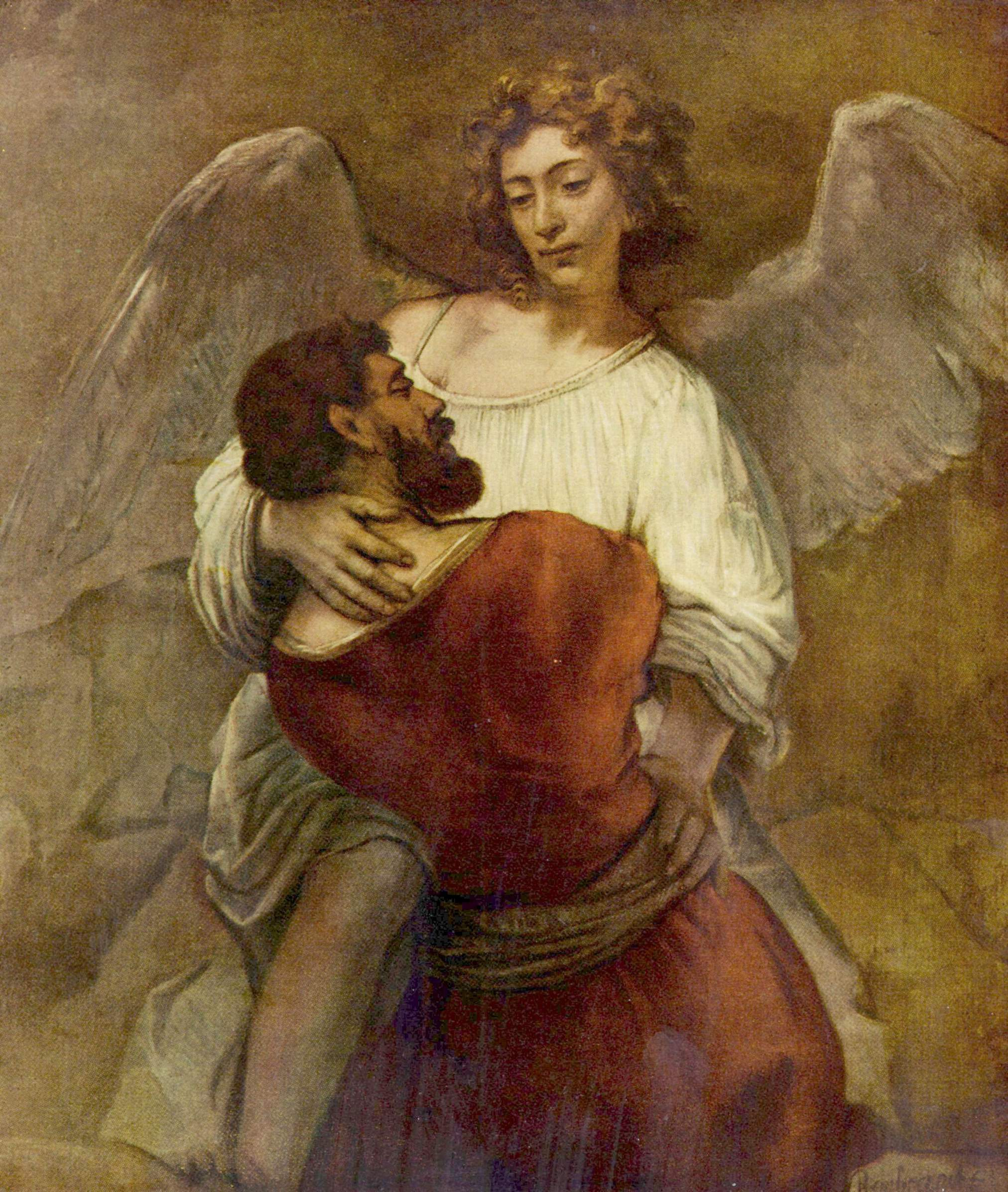
Rembrandt (1606-1669), Lutte de Jacob avec l'ange.
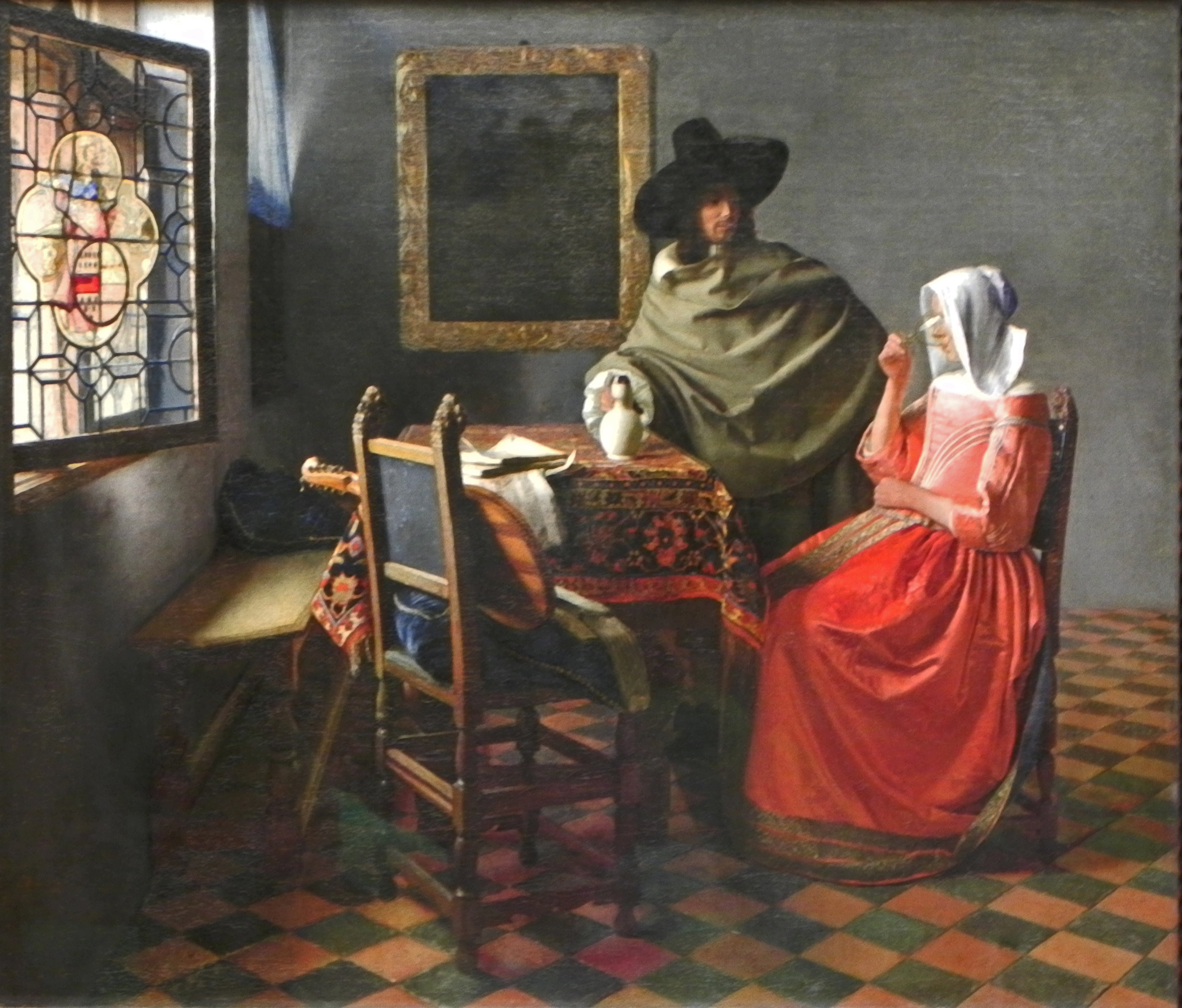
Vermeer, Le Verre de vin, 1658.
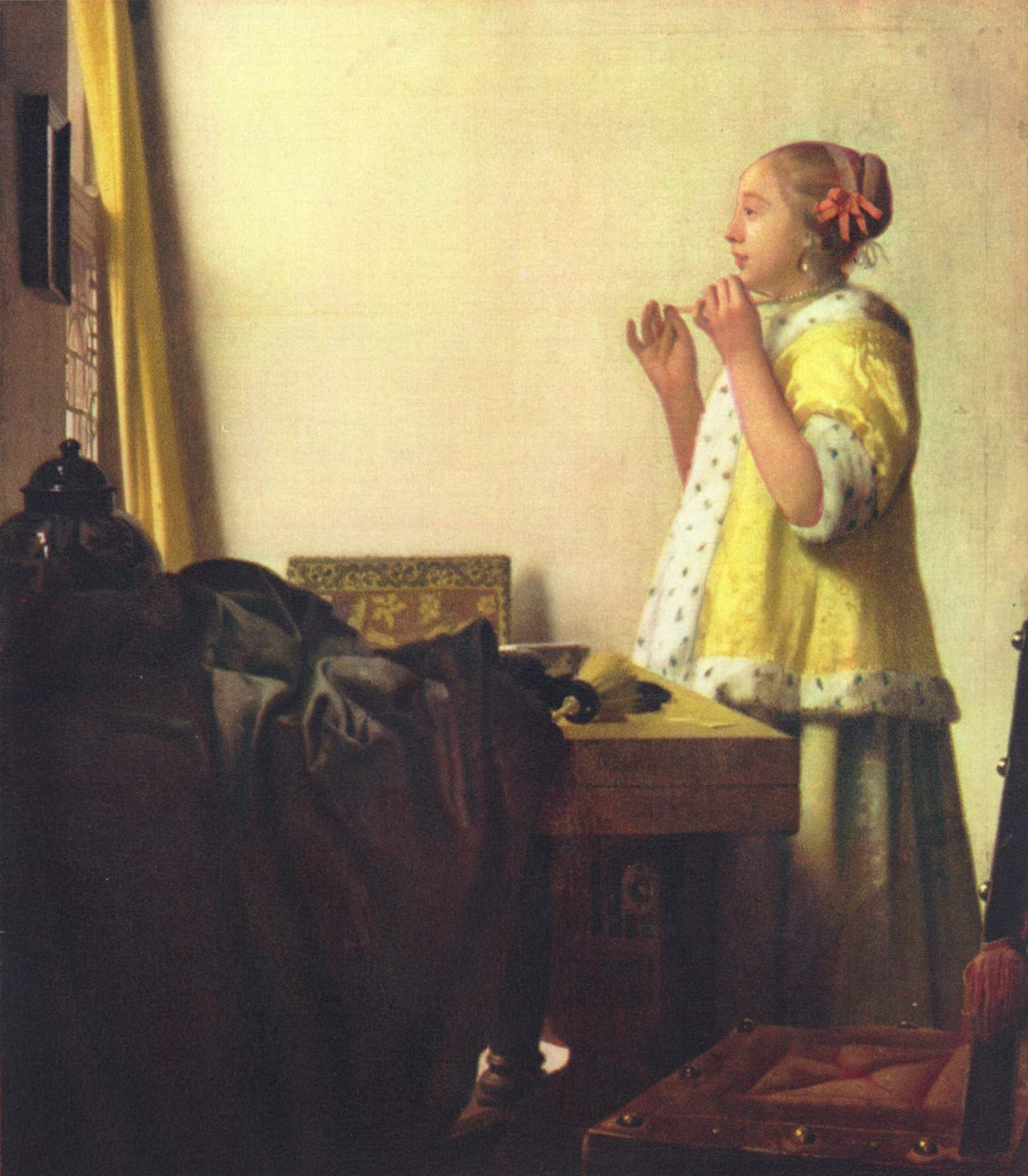
Vermeer : La Dame au collier de perles.
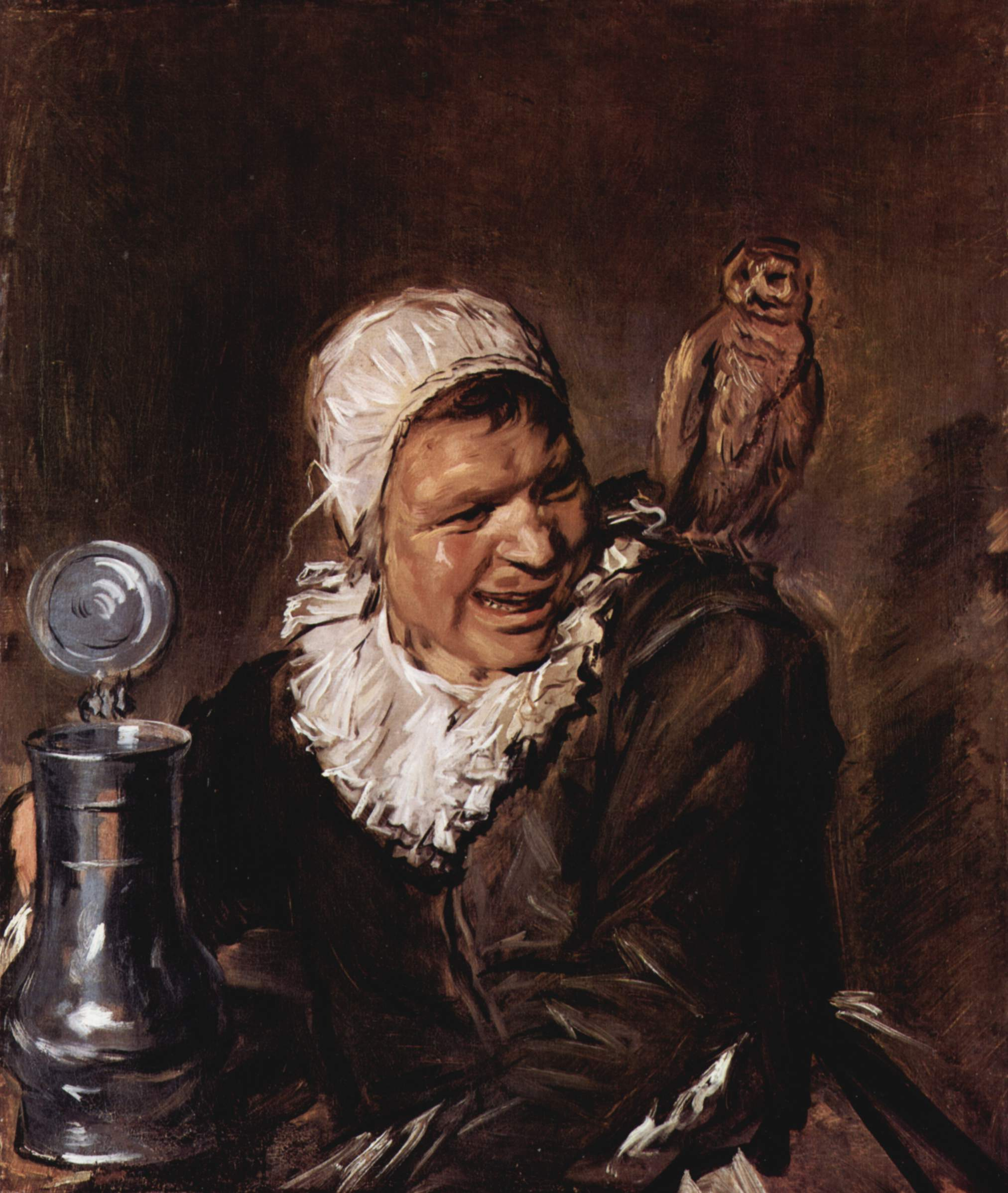
Frans Hals : Malle Babbe.
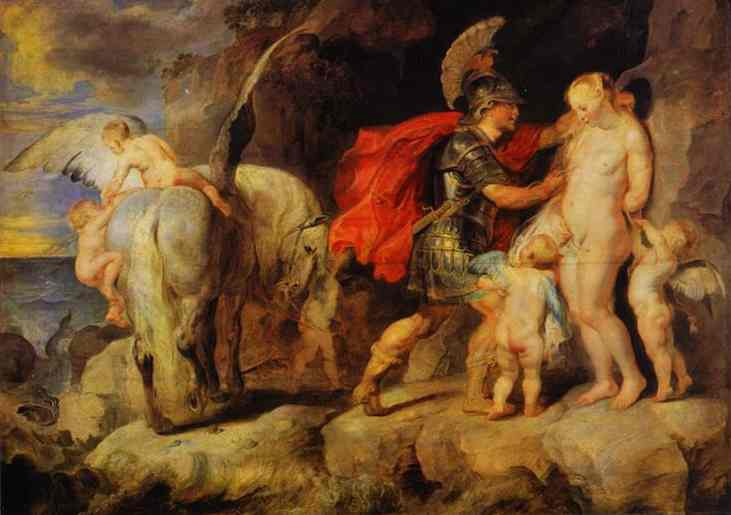
Rubens : Persée délivrant Andromède.

### LeXVIIIesiècle
- Canaletto :
  - L'Église Santa Maria della Salute à Venise
  - Le Grand Canal
- Guardi : Envol d'un ballon à gaz, 1784.
- Gainsborough : Les enfants Marsham
- Sebastiano Ricci : Bethsabée au bain
- Hubert Robert : Les Ruines de Nîmes, Orange et Saint-Rémy-de-Provence

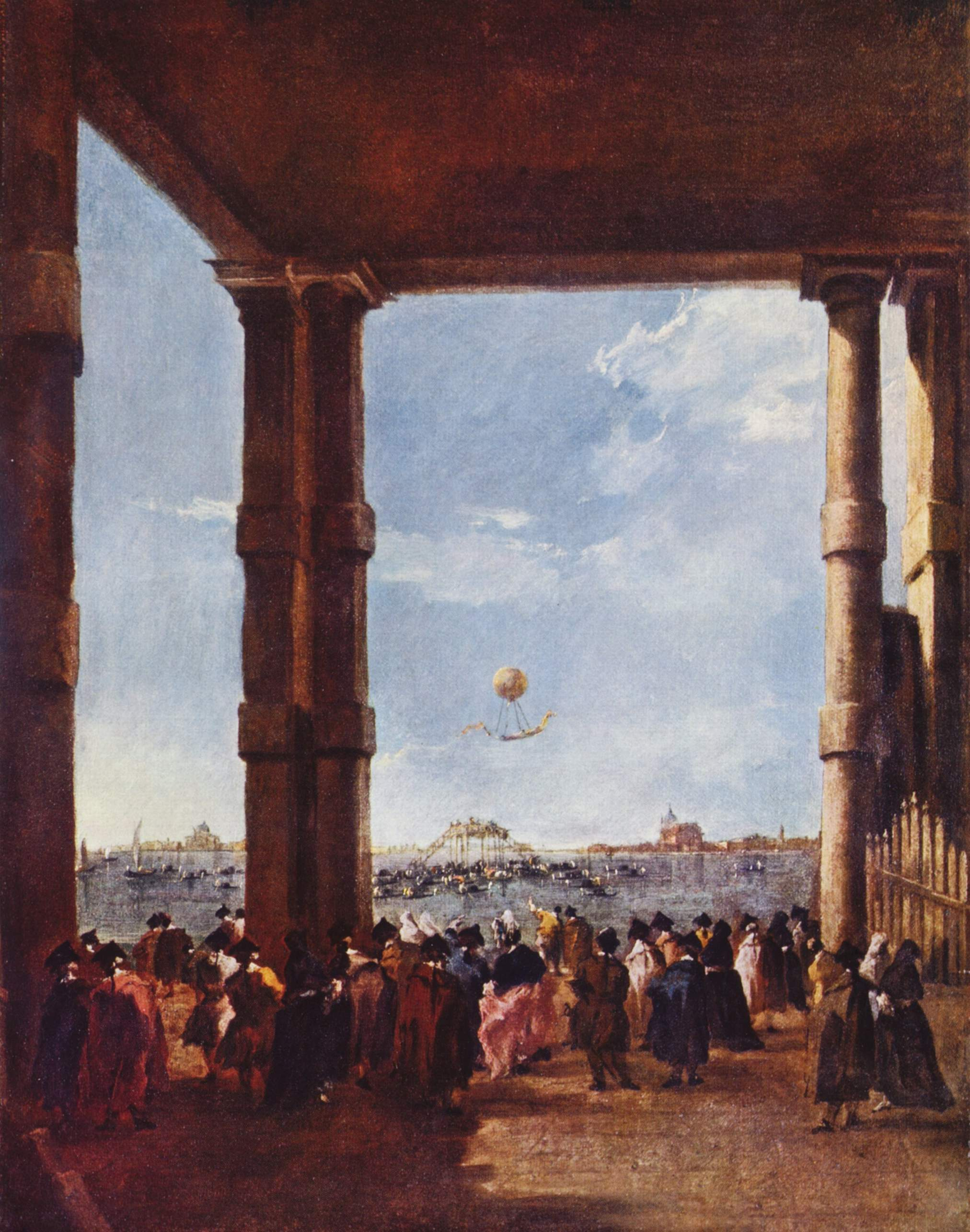
Francesco Guardi, Envol de montgolfière
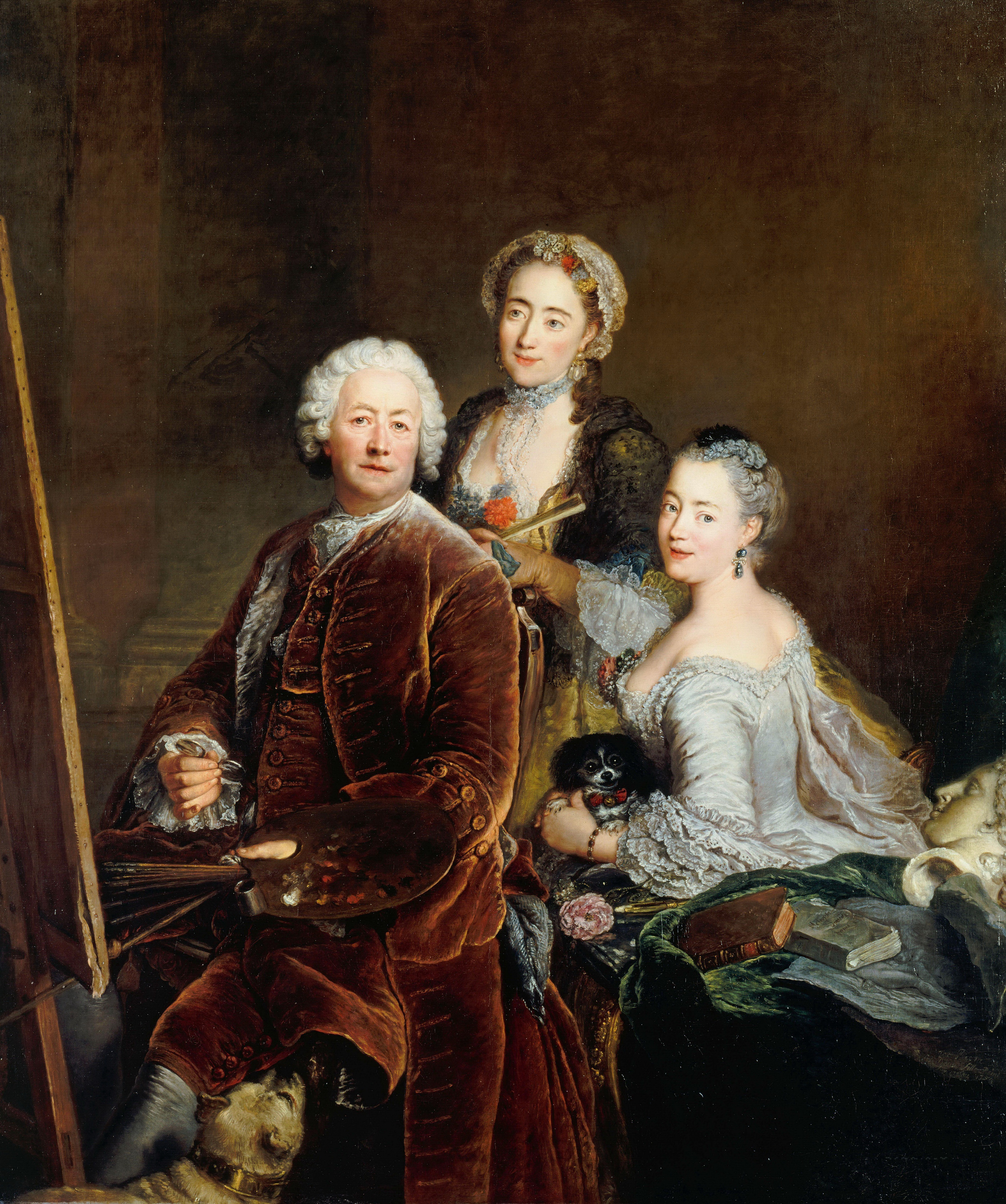
Antoine Pesne, Portrait du peintre et de ses filles
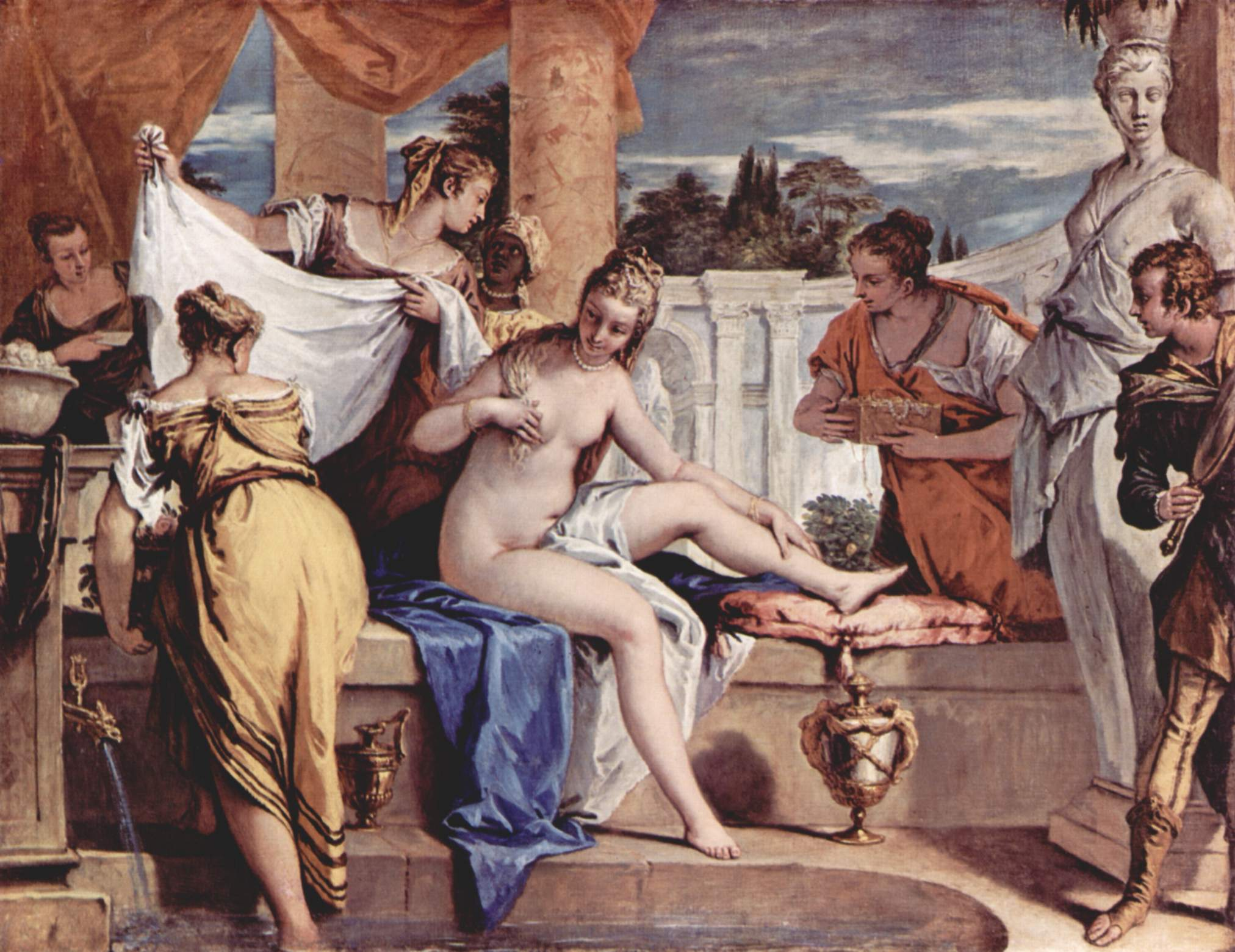
Sebastiano Ricci, Bethsabée au bain
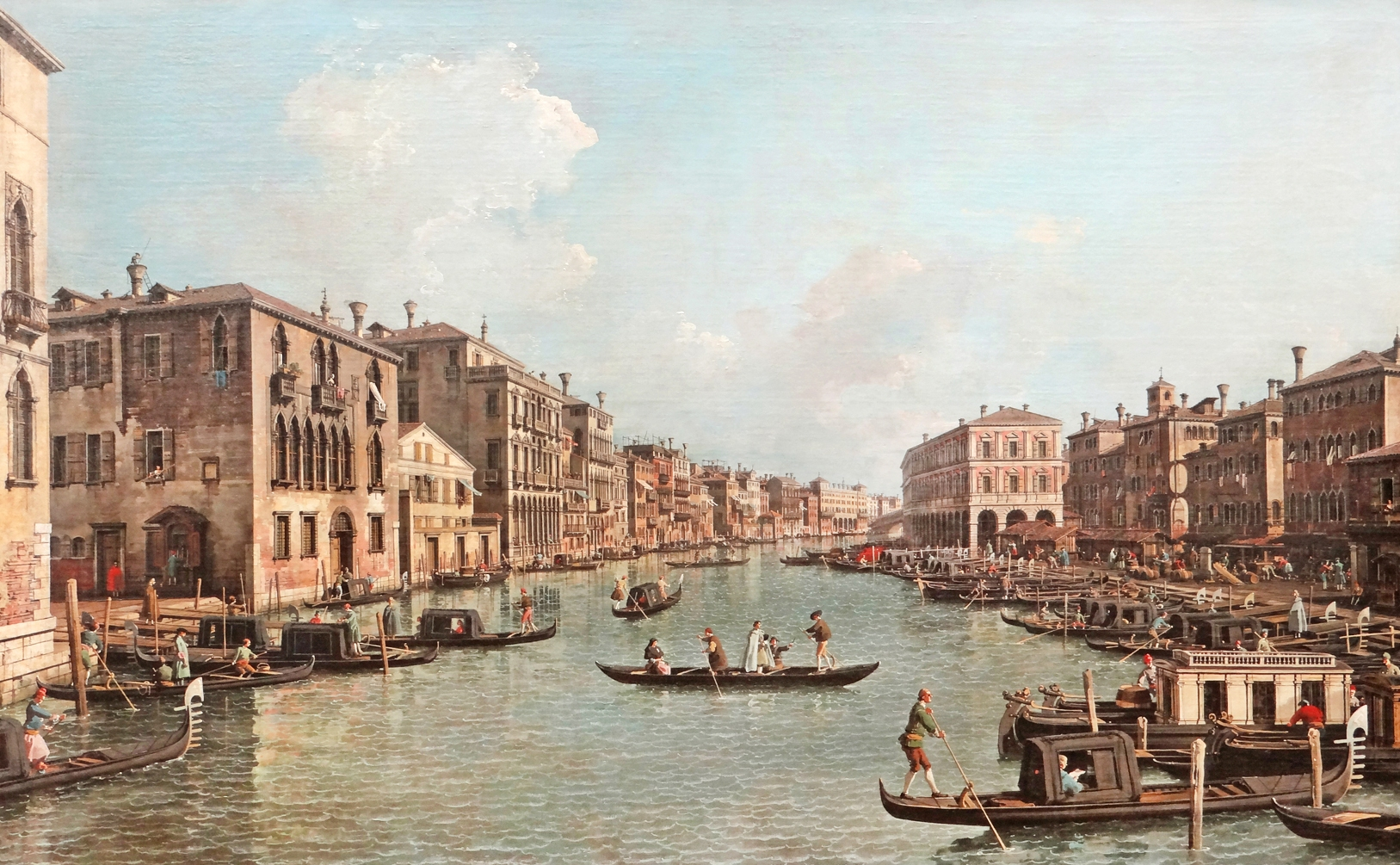
Canaletto : Le Grand Canal
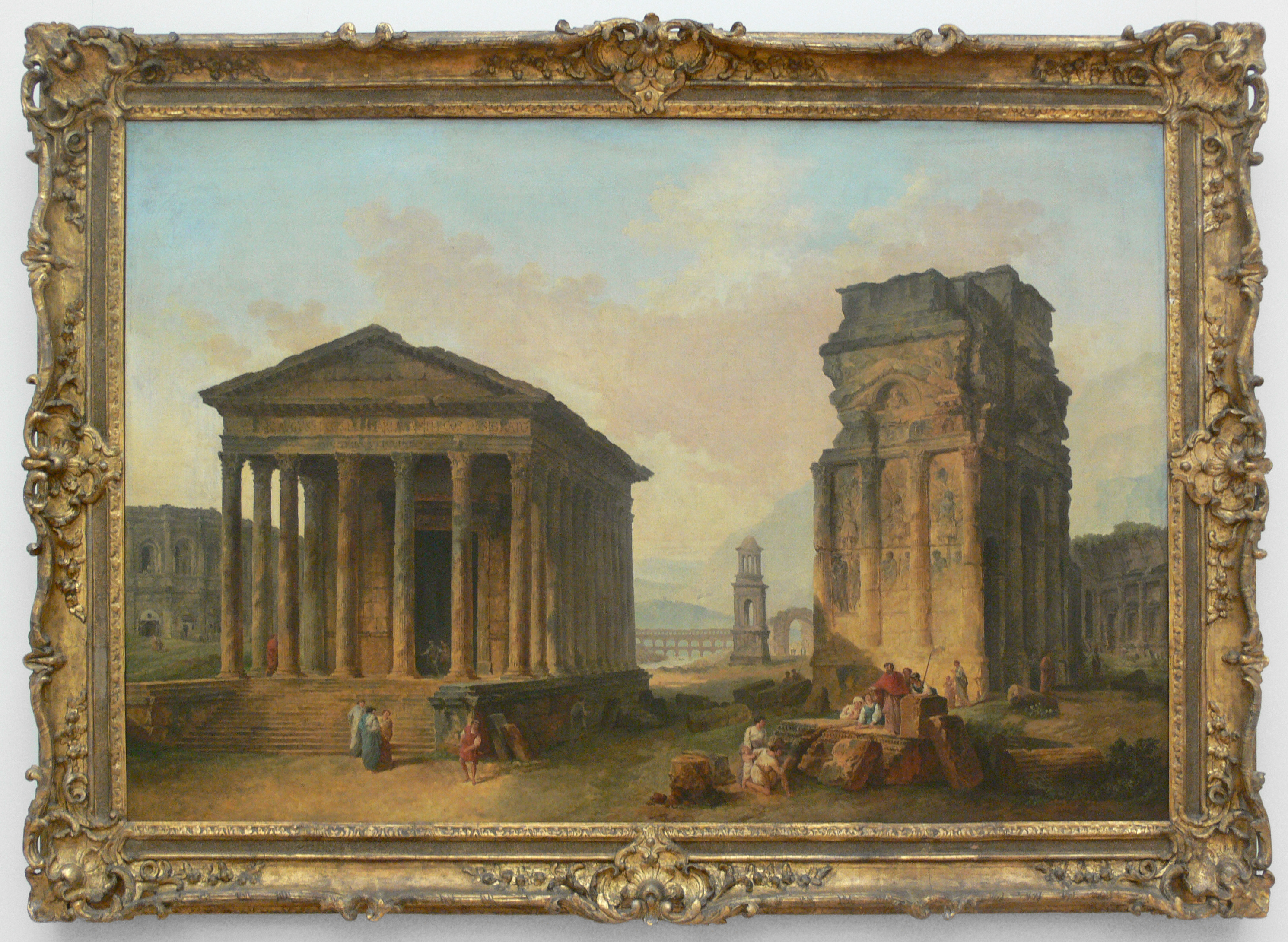
Hubert Robert : Les Ruines de Nîmes, Orange et Saint-Rémy-de-Provence